# ゼノギアスの登場人物
ゼノギアスの登場人物（ゼノギアスのとうじょうじんぶつ）では、テレビゲーム『ゼノギアス』の登場人物を解説する。なおゼノギアスの物語本編は創始暦9999年に展開されている。

## プレイアブルキャラクター
フェイ ： ウォン・フェイフォン (Fei ： Wong Fei Fong)
声：緑川光
年齢：18歳（創始暦9981年誕）
身長：177cm　体重：67kg　B/W：97.5cm / 72.5cm
搭乗ギア ： ヴェルトール → ヴェルトール2 → ゼノギアス
本作の主人公。辺境の村ラハンで暮らす青年。本来はラハン出身ではなく、3年前重傷を負い倒れていたところをある男（ワイズマン）に救われ、近くのラハン村に預けられた。過去の記憶は全くなかったものの、それ以来村で平穏な生活を送っていたが、村が何者かの襲撃に会い、突如飛来したギア「ヴェルトール」に吸い寄せられるように搭乗、そして暴走させてしまう。それが原因で村を壊滅させてしまい、追われるようにして旅に出る。当初は序盤の事件から神経質で自虐性の強い性格になってしまうが、エリィと出会い、そして仲間と旅をしていく事で徐々に強く成長する。最終局面では父親との約束により、どんな困難を前にしても絶対に諦めない強さを手に入れた。また自分が何者なのかという探究心も持っている。
拳法を使い戦う。師はグラーフであり、イドの下位人格であるため戦い方は非常に似通っている。また、絵を描く以外に機械にも強く、バイクを難なく乗りこなしたり、古代の機械をいともあっさり操作したりもする。
その正体は、一万年前、デウスの暴走によってこの惑星に墜落した移民船の生き残り「アベル」の記憶と力を継承した「接触者」。アベルは母の姿を求めて船内にてゾハル（に宿る波動存在）と接触したことにより「接触者」となり、母の偶像として「エレハイム（エリィ）」が生成された。以後は様々な時代において「接触者」と「エレハイム」はめぐり合い、悲劇によって引き裂かれていくこととなる。フェイが時折見る光景は、自分の前世の記憶に当たる。ラカンやソフィアなどはフェイの視点から見ているため、容姿は自分やエリィが映し出されたものとなっている。
実は「接触者」としての使命を帯びた影響によって解離性同一性障害による三つの人格を生み出してしまっていた。終盤でその3人が和解して人格統合するまでは、3年前に父カーンによって作られた代替人格である「ラハンで暮らし始めて以降のフェイ」の人格が主人格として表出している（プレイヤーが操作できるのはこの人格および、統合後の時のみ）。この人格は第二人格イドの下位存在である模擬人格であり、カーンに記憶を封印され初期化されたことで今の「フェイ」が築かれた。
他の二人はストーリー中にてフェイの危機（憎しみにかられた時、無力感に捉われた時）に度々発現する「イド」。もう一人は心の内に籠もり優しかった頃（ミァンが入り込む前）の母との思い出を延々と眺め続ける子供のフェイである。この子供のフェイ＝「臆病者」（イドによる命名）が基本人格であり、第二の人格であり保護人格でもあるイドは全ての嫌な事を擦り付けられたとして彼を激しく嫌っている。終盤直前には無力感に捉われた青年のフェイ（先述の通り、臆病者とイドの代替として作られた三番目の人格であり、「第三の人格」とも呼称できる存在）が作り出した、何も感じず何も考えない自分の殻に閉じこもった第四の人格「四人目」も登場する。イドと臆病者は記憶の一部を共有しており、かつ青年のフェイの記憶も持っているが、青年のフェイはイドと臆病者の記憶を持たない。彼の記憶喪失とはこういう理由から来るものであった。
青年のフェイをベースとした人格統合後は臆病者やイドが持っていた前世までの記憶をも内包する事となった。
終盤ではグラーフが駆る「O.R.ヴェルトール」に敗北し、エリィを連れ去られてしまい、「あんな化け物みたいな機体に乗った奴に勝てるわけがなかった」と自責の念に駆られてしまう。しかしそこへ現れたワイズマンによって「なぜ敗れたのか」を諭される。グラーフの強さの根源は経験でも技術でも機体でもなく、世界に対する深い怒り――「想い」であると。フェイは「イドの力」に頼りきり、慢心し、その結果敗れたのだとワイズマンは語った。エリィはフェイたちを救うために恐怖を克服し、罠と知りつつも救いに現れた。その「想い」にどう答えるのかと言い残し、ワイズマンは立ち去っていった。
その後、メルカバー内にてラムサスを倒し、ミァンが駆るオピオモルプスも倒す。だがエリィは死したミァンと一つになり別の存在と化し、カレルレンと共にデウスに内包され去って行った。それを追ったフェイだが次々と押し寄せる事実と目を背けたくなる真実から逃げ出し、自らの殻の内に引き篭もり意識不明の状態となってしまう（「四人目」の発現）。その後、イドによって肉体の支配権を奪われゾハルの力を求め「原初の地」へと向かう。ゾハルの力を受けたイドによって消滅させられるだけの運命しかなく、次第にイドの精神に心を奪われていき全てを諦めようとしてしまうが、仲間たちに声によって正気に返り、消滅の運命に抗う。そこへ基本人格である「臆病者」に引き寄せられ、更にはイドまで現れ三つの人格がひとつの場所に集まった。そこでイドと臆病者の争いを仲裁し、イドには見せなかったものを見せるように説得。母まで殺したイドに母の優しさを見せ、「つらいことばかりじゃない」と諭し改心させた。それはこれまでの冒険と仲間たちによって成長したフェイだからこそなせるものであった。
後述のように自らの人格を統合し、接触者としての力を完全解放。ヴェルトール2の完全体「ゼノギアス」へと昇華させ、正体を現したグラーフを一騎討ちの末に撃破した。グラーフを敵ではなく「父さん」と呼び、和解。直後、ゾハルの呼びかけによって吸収されそうになるが、父が身代わりになることで存命。彼との約束によってエリィを必ず助け出すことを誓う。
なお、人格が一つになる前は父親を「親父」と呼んでおり、統合後は「父さん」と呼ぶなど変化が見られる。またイドが持っていた前世の記憶を手にしたことでギアに対する造詣も深くなった模様。
人格統合によってついに自分の正体と使命を知り、自分が唯一「デウス」を倒し、エリィを助け出せる存在であることを知る。当初は忌まわしく思っていた機体を「相棒」と呼び、父との約束を果たすため、最愛の女性を取り戻すべく最後の戦いに赴く。
デウスを倒し、その内にいるカレルレンと対峙。真のラストボス「ウロボロス」を破り、最期はカレルレンの助力によってデウス内部から脱出。ゼノギアスに乗ってエリィと二人で仲間たちの元へ向かうところでこの物語は終わる。
ゲーム中でステータス表示によって見ることができる彼の体重は76kgだが、ゲームの取扱説明書、および公式設定資料集では67kgと表記されている。
名前の由来は19世紀の中国に実在した格闘家にして医者でもあった黄飛鴻（ウォン・フェイフォン） から。
エリィ ： エレハイム・ヴァン・ホーテン (Elley ： Elehayym Van Houten)
声：冬馬由美
年齢：18歳（創始暦9981年誕）
身長：164cm　体重：46kg　B/W/H：86cm / 57cm / 84cm
搭乗ギア ： ヴィエルジェ → ソフィア専用ギア・バーラー（E・レグルス）
アニマの器「ディナ」
本作のヒロイン。村を出奔直後のフェイと出逢うゲブラーの将校で階級は少尉。一人称は「私」（まれに「あたし」）。高いエーテル能力を持ち、限られた人間しか使用できないエアッドを扱えるほどであるが、ユーゲント（士官学校）時代にドライブ（能力を一時的に高める昂揚剤）を投与された際、エーテルを暴走させて重傷者を出したことがトラウマになっており、エレメンツ就任の話も来ていたが辞退している。父エーリッヒと母メディーナの実子だが、ソラリス人らしからぬ肌の色であること、家に乳母であった地上人のメイドが居たこと、父エーリッヒがそのメイドを表に出さなかったことがあり、母からの出生に疑問を抱いている。フェイ同様、常に自分の居場所を求めている。そのため、最初は自虐的な一面が多かったが、フェイと出逢ったことで母性に目覚め、いつしか「聖母の再来」といわれるようになっていく。同時にフェイと愛し合うようになる。
名前を英字にすると「Elehayym」と綴り、逆から綴ると「Myyahele（ミァンイル）」となる。これはミァンが主体エレハイムに対しての補体として存在しているためである。また「ele」はヘブライ語で「神」という意味で、語意として「打ち倒すもの」「ここにある」などの意味を持つ。
体験版では、フェイがシタンの家へ向かうところを突然バルトと共に現れ、フェイから「おいおい、お前らの出番はまだ先だろう」とツッコミを受け、そのままシタンの家まで同行する。色々なものを抱え込む本編に比べてこの時は明るく振舞っていた。登場した際にはバルトから「オレたちラブラブカップル」と冗談で自己紹介され、エリィは本気で怒っていた。
シタン ： シタン・ウヅキ/ヒュウガ・リクドウ (Shitan ： Shitan Uzuki/Hyuga Rikudou)
声：田中秀幸
年齢：29歳（創始暦9970年誕）
身長：182cm　体重：68kg　B/W：95cm / 75cm　
搭乗ギア ： ヘイムダル → E・フェンリル
アニマの器「アシェル」
本名はヒュウガ・リクドウ。3年前、フェイがラハン村に来た前後に妻のユイ、無口な娘ミドリと共にラハン村近くの山頂に家をかまえた医者で、万物に精通し、武芸にも秀で、皆から先生と呼ばれる男。機械いじりが趣味。表向きは温厚な性格だが、時として厳しく非情な面も見せる。また旺盛すぎる知的好奇心を抑えきれない一面もあり、子供のようにはしゃいで周囲を唖然とさせてしまうこともある。フェイのセリフから料理は下手らしい。ソラリス3級市民出身であり、過去にソイレントが原因で発生した感染事件の際に家族を全員喪い、更にその頃から神童として名高かった当時12歳の彼にあらぬ疑惑をかけられ、迫害されたことがあった。その後、ラムサスのとりなしでユーゲント（ソラリス士官学校）に入学。シグルドやジェシー（ジェサイア）、ラムサスと交友を結ぶ。エレメンツ時代は水元鎮守府の統括を担当。Gエレメンツ、アルカンシェル、バントライン、アハツェンに採用された変形機構、ヴィエルジェに搭載された小型エアッド、ワイバーンなど数多くのギア開発もこなした。ソラリスの高位役職である守護天使に就任後、シェバト侵攻を指揮した際にユイと出逢い、それ以来個人的にシェバトに通うようになりユイと結婚。またその時にガスパールから素手での武術を習った。ソラリス守護天使という最高クラスの役職についており天帝の命令でフェイを監視している。徒手空拳で戦うが、途中から自ら封印していた刀を使う事になる。公式サイトには眼鏡を外すと剣客として覚醒すると書かれていたが、設定資料集に掲載されたシタンが覚醒してモミアゲが伸びる田中久仁彦の落書きにそもそもシタンは覚醒しなかったという高橋哲哉のコメントが付けられている。
作中ではシタン・ウヅキという名でフェイたちの中に潜む「ソラリス側のスパイ」を装いつつ、実際は天帝カインと手を組みフェイたちに与する二重スパイという難しい役柄を演じていた。
また仲間たちに刻まれた刻印（ソラリスに畏敬の念を生み出し、敵愾心を抑圧するシステム）を取り除くため、敵である振りをして仲間たちを罠にかけ手術を受けさせることで本来の力を引き出せるようにした。その際にフェイからは完全に敵と誤解され、殴り飛ばされてしまった。後にお互い「すまない」の一言も告げることなく、「先生も人が悪い」「性分ですから」のやり取りだけで後腐れなく和解した。
終盤のサブイベントでは、自虐を続けるラムサスを一喝し、彼を思うエレメンツたちの思いを知った上で説得したり、エレメンツが使っていた武器がギア専用の最強武器になったりと、「先輩と後輩」らしさをかもし出している（ただしエレメンツ側からシタンに対するリアクションはない）。
バルト ： バルトロメイ・ファティマ (Bart ： Barthlomei Fatima)
声：関智一
年齢：18歳（創始暦9981年誕）
身長：183cm　体重：72kg　B/W：102.5cm / 77.5cm　
搭乗ギア ： ブリガンディア → E・アンドヴァリ → ユグドラシルIV世 → E・アンドヴァリ
アヴェのファティマ王朝の正統な後継者。マルーの従兄妹である。フェイとは様々な経緯から無二の親友となる。金髪で色黒だが、これは日焼けである。クーデターで国を追われ、潜砂艦ユグドラシルの艦長としてゲリラ活動をしている。左目に眼帯をしており、粗暴で大雑把な性格だが男気に熱く、タムズ艦長とは完全に意気投合。やや先走りすぎたり、思慮が浅い性格も目立ち、「王たる者、もっと（常に）冷静にならねば」とよく言われるが、民からは大変慕われてもいる。また決して頭が悪いというわけではない。生身もギアも鞭を遣う。従兄妹であるマルーとは、半ば婚約者のようになっており、まんざらでもない様子。配下達やマルーからは「若」と呼ばれる。
当初、雑誌に載ったイラストではバルトの眼帯は右目につけられていた。これはキャラクターデザイナーである田中久仁彦が、「描きやすい」という理由で右目に眼帯をつけて描き、後でパソコンを使って反転させる予定であったものが間に合わず掲載されてしまったというのが実情である。
体験版ではエリィと共に現れてシタンの家まで同行する。この時冗談でエリィとラブラブ同士と言ってしまい彼女に怒られる。
リコ ： リカルド・バンデラス (Rico ： Richardo Banderas)
声：麦人
年齢：30歳（創始暦9969年誕）
身長：211cm　体重：123kg　B/W：121cm / 95.5cm　
搭乗ギア ： シューティア → E・シューティア
キスレブの首都ノアトゥンに住む亜人のバトラーキング。プロレス技を駆使する。一見、粗野で無愛想な性格だが、キスレブ下水道のネズミ駆除装置「ネコイラズでチュー」を嬉々としてフェイたちに説明したり、シタンがバルト一味を義賊として紹介した際には、まだ顔を会わせていない相手にもかかわらず「気に入った」と言ってみせるなど、なかなかお茶目な面もある。なお、バルトが乗艦していた戦艦を墜した張本人だと知るや、普段の性格も忘れて獣のように跳躍し、バルトを締め上げることとなる。苦手なものは「狭い所」と「暗い所」。本当はやんごとない出生をしているが、本人はそれを知らず、ただ闘いのみを求めている。キスレブでは亜人迫害の政策が執られていたので総統を憎んでいるが、その政策は教会に因るもの。ジークムント総統は教会勢力を排除する政策を執っているが、教会の下部組織「B委員会」にそそのかされて、事故にみせかけた総統暗殺を何度も試みている。総統府に潜入した際、DNA鑑定により開く仕組みの母の部屋に入ったことで、幼少時の記憶との整合で自分が総統の息子だと気付くが、キスレブ首都はソラリスの粛清に遭いリコはフェイたちと行動を共にするようになる。なお、首都を離れると爆発を起す首輪を最後まで付けっぱなしだったが、これは信管が抜かれていて、爆発の危険はない。
ディレクターの高橋哲哉いわく「メインのサブキャラ」とのこと。ハマーとリコの関係は、ハマーのモデルである浜坂真一郎（フロントミッションシリーズなど）と野村哲也（ファイナルファンタジーシリーズなど）の関係がモデルになっている。
ビリー ： ビリー・リー・ブラック (Billy ： Billy Lee Black)
声：上田祐司
年齢：16歳（創始暦9983年誕）
身長：168cm　体重：59kg　B/W：85cm / 65cm　
搭乗ギア ： レンマーツォ → E・レンマーツォ
「教会」を信奉する贖罪審問官（エトーン）。父ジェシーとの折り合いが悪く、一人で妹プリメーラと孤児たちを養っている。武器は銃で、4挺の銃を常に持ち歩く。性格は経験と立場から、真面目で几帳面。礼儀知らずが嫌い。バルトと度々衝突する。また銀髪に色白、整った顔立ちに青い目と、ともすれば少女にも見えるため、本人はそれコンプレックスに思っていて、女性だと間違われぬように、髪を極めて短くしている。幼少の頃に母をウェルスに殺され、父まで行方不明となる。このため妹との生活費を得るべく自分の身を売ろうとしたことがあった。ミドルネームのリーは、母ラケルが第一子が女の子だったら付けようと考えていた名前「アシュレイ」の愛称のリー。見た目が女の子のようだったため、芸術家肌だった母からはリーと呼ばれていた。
後に「教会」の真実を知り、自分が裁いてきたウェルスが被験体の成れの果てだと知り苦悩する。しかし父親から「ウェルスには人間としての心も残っている。その苦しみから解放したのは意味があることだ」と諭され立ち直る。そしてストーン司教（スタイン）との戦いでは、彼こそが母の真の仇だと知り激怒。完全に教会もストーンも見限り、父の助力を得て仇討ちを果たした。
チュチュ (ChuChu)
身長：88cm　体重：35kg
年齢：1歳3カ月
声：渡辺久美子
惑星原住の知的生命、ウーキィ族の少女。マリアの父ニコラによるとウーキィの学術名はドテスカチュチュポリン（知能レベル、天文学的に低い）。現存する一族はゼボイム時代に遺伝子操作の動物実験や環境汚染などにより生まれた新種で人間と同等の知能を持つ。本来は巨大な生物。一族は500年前にソラリスのナノマシンによる能力抑制機構「リミッター」によって小型軽量化されているが、チュチュはリミッターを外された者達の子孫のため巨大化できる。ウーキィ一族の間では巨大だった頃のことは巨大な守り神が居たとして伝承されている。人間の男性との恋に憧れてぬいぐるみのフリをしてブレイダブリクに行く荷馬車に紛れ込んだ結果射的の賞品にされていた所、ブレイダブリクに潜入していたマルーが気に入ってただならぬ執念で入手。その後、シャーカーンの部下に見つかった際、抱えるチュチュの重さが災いして逃げ遅れ、マルーは監禁されることになった。クモが好物。フェイやバルトのようなカッコイイ男の子が大好きで、フェイに一目惚れする。
搭乗ギアは無く、巨大化（でかでか）する。
マリア ： マリア・バルタザール (Maria ： Maria Balthasar)
声：渡邊典子（渡辺典子）（スクウェアの広報スタッフ。台詞は攻撃の掛け声のみ）
年齢：13歳（創始暦9986年誕）
身長：137cm　体重：38kg　B/W/H：68cm / 54cm / 70cm
搭乗ギア ： ゼプツェン
シェバトの護衛を務める少女。シェバトの賢者バルタザールの曾孫であり、幼い頃に両親と共にソラリスに拉致され、父ニコラの尽力でひとりゼプツェンで脱出した。曾祖父（賢者バルタザール）と2年間と暮らした後、シェバトに預けられて現在に至る。ソラリスにて生き別れとなった父ニコラを探しながら、父と母を奪ったソラリスと戦っている。年齢の割には落ち着いていてしっかり者。普段はゼファー女王の話し相手をしている。自身を「おチビさん」、曾祖父を「クソジジイ」呼ばわりしたバルトには何となく辛く当たる。
前述の通り、正式な声優が充てられていない。そのため、ゲーム中のあるミニゲームの終了時には勝敗にかかわらず無言である（他のキャラクターは勝敗ごとに専用のボイスがある）。
モチーフはOVA版『ジャイアントロボ』の草間大作。
エメラダ (Emerada)
（変化後の数値は大人化して以降の数値）
声：根谷美智子
年齢：精神的にはおよそ4歳、外見は8-9歳。成体では16歳（創始暦6082年末誕）
身長：125cm → 161cm　体重：96kg
B/W/H：65cm → 84cm / 50cm → 55cm / 65cm → 82cm
搭乗ギア ： クレスケンス（エメラダの場合、「搭乗」というより「融合」が正しい）
4000年前に栄えたゼボイム文明の遺産。ナノテクノロジーによる人工生命体。一人称は「あたし」（まれに「私」）。キムとエリィ(ゼボイム)の遺伝子データをシミュレートして構築されたキムとエリィ（ゼボイム）の娘。遺伝子異常があるゼボイム人に遺伝子治療した場合の遺伝子モデルとして、また染色体異常で子供が生めないエリィとの娘として作られた。カレルレンによる解析・実験の際に戦闘技能とエーテル能力とギア操縦技能を与えられた。創造者と同じ姿であるフェイに懐く。イベントによって大人の姿になる。これは親（＝フェイ）からの自立を意味する。イベントを起こさなくても本編はクリア可能（この場合でもエンディングのアニメでは大人の姿で登場する）。基本的には分子レベルで遺伝子や細胞や神経の働きをシミュレートしているが、大量のナノマシンによって構成されているため、身体をどんなカタチだろうと自由に変化、変質できる。とろんとした静かな目つきに反して、性格はワガママで元気。エリィのことはあまり覚えていないせいで自分がフェイに甘えるのを邪魔する女だと思っていた。これはいわゆるフェイを父とするエレクトラコンプレックスともいえる。
攻撃のモーションがエリィと似通っているところがある。
『Vジャンプ』の攻略記事にエメラダ・カーリム(Emerada Kharim) という表記がされているが、公式設定資料集『Xenogears PERFECT WORKS』では姓が表記されていない。また、ディレクターの高橋による「エメラダに姓は元々ない」というコメントがある。

## 神聖ソラリス帝国

### ソラリスの上層部
成層圏に秘匿された空中都市に身を潜め、各々の目的を持って行動する者たち。首都はエテメンアンキ。しかし終盤間近、イドと化したフェイの攻撃により空中都市は墜落。生き残ったソラリス人もほとんどがギアと融合し兵器となり果て、ガゼル法院に支配された。
天帝カイン
ソラリスの統治者。物語中の最長老であり、いわゆる現人神。1万年前から生き続けているアニムス原体の長。ヒトは遺伝的にカインへ従属しやすいようにできており、逆らうものが現われてもヒトへの絶対的行使力があるため傷つける事は不可能(同じアニムス原体であるガゼル法院とて例外ではない)。ヒトの未来を憂いて500年間人体実験に我が身を提供し続けたため、延命装置でなんとか身体を保っている状態。かつては黄金の仮面で顔を隠していたが、いまはそれも延命装置の一部になっている。健康な頃の仮面の下の素顔はラムサス似の美形とされているが真偽の程は不明。
1万年前にはアベル暗殺を企て、その過程でエレハイムを殺害した。しかし現在ではヒトの未来を望み、デウスの部品となる運命から解放したいと考えるようになっている。このためフェイの存在を知った後は、シタンに監視を命じていた。
カレルレンにとって最大の障害と言える邪魔者のため、暗殺するために彼のクローンとしてラムサスを生成。狂気ともいえる妄執と執念を植え付け、絶対的行使力は打ち破られカイン暗殺は決行された。ガゼル法院からは自分たちと違う理想を歩んだ結果こうなったと憐れみの言葉が送られた。
ガゼル法院
搭乗ギア：ソラリスのギア・バーラー4機（オピオモルプス以外の3機は未登場）
ソラリス統治機関の中枢を担う元老院。カインと共に1万年前から500年前まで生き続けていた原初のヒト（アニムス原体）。ミァン、接触者、対存在などと違ってエーテル能力はない。またカインのような絶対的行使力も持っていない(よってカインには逆らえない)。12名で構成されていたが、500年前の戦争で4名欠けており、残り8名も「崩壊の日」により死亡。その後、8名はカレルレンの手によりコンピュータ (SOL-9000) 上の人格データとして蘇った。コンピュータと同化している為、メモリーキューブ（本編中のセーブポイント）から送られるデータを直に情報収集可能。アニマの器と同調できる強いアニムス因子を持つ者達の肉体を使って復活して、アニムスとしてアニマと融合した上でデウスと同化して、デウスの生体コンピューターであり機動端末としての役目もある「アニムス」に戻り、宇宙へ進出する野望を目論んでいる。
しかしゲーティアの小鍵を発動させ、カインも暗殺した後は用済みとなり、カレルレンによってメモリーバンクを破棄され、カインの後を追う形で消滅した。
データ化された8人の名前は、エノク、イラド、メフヤエル、メトシャエル、レメク、ヤバル、ユバル、トバルカイン。
参考：旧約聖書におけるアダムとイヴの系譜-アダムとイヴの子のカイン、カインの子のエノク、エノクの子のイラド、イラドの子のメフヤエル、メフヤエルの子のメトシャエル、メトシャエルの子のレメク、レメクの子のヤバルとユバルとトバルカイン（異母兄弟）。
ミァン・ハッワー (M0998) (Myyah Hawwa)
年齢：26歳
身長：172cm　体重：52kg　B/W/H：86cm / 57cm / 86cm
搭乗ギア：C1型ヴィエルジェ（ミァンギア）、オピオモルプス（ソラリスのギア・バーラー）
公私共にラムサスの副官として仕える女性。顔を隠し処刑人（エクスキュージョナー）としてグラーフと共に活動することもある。シグルドがエレメンツを抜けた際には、ラムサスが総司令になるまでミァンがエレメンツの一員となっていた。彼女とは何度か戦うが最終的な決着はつかないまま、真実を明かされ逆上したラムサスの剣に倒れる。デウスの代弁者としてではない個人の想いを最後にのぞかせ息を引き取るが、ミァンの次なる身体としてエリィが覚醒してしまう。
14年前まではソラリスに暮らす12歳の少女だったが、フェイの母カレンの死亡に伴ってミァンとして覚醒した。
エクスキュージョナー（ゲーム中の表記は「処刑人」）
幕僚会議議長兼任・《処刑人》。ソラリス守護天使の一人であり処刑人の役割を担っている。キスレブへの技術提供も行っていた。正体はミァンの別の姿だが、ガゼル法院とカレルレンとグラーフ以外に知られていない。ソラリス脱出の際、グラーフとともにフェイたちの前に現れる。わずか2人で互角以上に渡り合うも、ギアに搭乗したエーリッヒの介入により戦闘は中断。しかし、ミァンのエーテル攻撃によりエーリッヒは死亡した。その後を追うように、イドと化したフェイによってソラリスもまた地表へと落下した。
ギアをエーテルの一撃で大破させ、更にはフェイたちをまとめて追い詰めるなど凄まじい戦闘力を有する。
ケンレン
搭乗ギア：ケンレン（人機融合）
ニサン僧兵時代のカレルレンの従者。言葉遣いが丁寧。500年前に死んでいて、現在はコンピュータ上の人格データがギアに組み込まれている。
名前のモチーフは西遊記の捲簾大将（けんれんたいしょう）。
終盤で捕らわれの身となったフェイたちを助けに来たエリィと対決。テンポウとのコンビネーションで有利に戦局を進めていたが、覚醒したエリィの力によって死亡する。テンポウに対して仲間意識があったようで、彼がエリィに殺された時は激怒していた。
テンポウ
搭乗ギア：テンポウ（人機融合）
ニサン僧兵時代のカレルレンの従者。荒っぽい性格。500年前に死んでいて、現在はコンピュータ上の人格データがギアに組み込まれている。
名前のモチーフは西遊記の天蓬元帥（てんぽうげんすい）。
ケンレンの相棒。フェイたちを助けに来たエリィと対決し、ケンレンとのコンビネーションで戦局を有利に進めていたが、覚醒したエリィの力によって大破、死亡した。
ニコラ・バルタザール (Nikolai Balthasar)
搭乗ギア：アハツェン（人機融合）
マリアの父。脳神経機械学とギア工学の天才。テランエリアで暮らしていた所をソラリスに拉致され、妻クラウディアとまだ1歳の娘マリアも拉致されて人質にされた為、デウス機動端末製造計画である「M計画」の一環として人と脳とギアを直結させる人機融合ギアの研究に携わることに。祖父バルタザールの作ったギア「カラミティ」を発展させた「ゼプツェン」を製作。妻クラウディアと共謀して妻を事故で死亡したように偽装、マリアの脳波がゼプツェンとシンクロできるようにクラウディアの脳をゼプツェンに組み込んだ。その4年後に完成したゼプツェンで、まだ8歳だったマリアをソラリスから逃がした。その後の自らの運命を予期して製作したゼプツェンの後継機「アハツェン」に「ゼプツェン」と反応して作動する良心回路を組み込み、予期した通りアハツェンに脳を組み込まれて再教育によりソラリスの手先になった。アハツェンの良心回路によって、ゼプツェンはグラビトン砲の封印が解かれ、アハツェンの戦闘データとニコラのパーソナルデータもまたゼプツェンに転送。ニコラとクラウディアの宿るゼプツェンは、マリアの命令を無視してアハツェンを破壊した。
エーリッヒ・ヴァン・ホーテン (Eylih Van Houten)
エリィの父。かつてはソイレントシステムの統括官で、拉致したニコラ博士らと共にM計画にも携わっていたが、生体実験の実態を知って退官後、特設外務省で事務職に就いた。エリィを逃そうとギアに乗り、時間稼ぎをするが、ミァンのエーテルによって死亡。
メディーナ・ヴァン・ホーテン (Medeena Van Houten)
エリィの母。エリィは地上人種的な容貌だったため、幼い頃から実の母はメディーナではなく家に居た地上人の乳母であったメイドではないかとコンプレックスを抱いていたが、彼女は正真正銘エリィの実母である。ハマーの銃弾により死亡。
カーラン・ラムサス(Carlin Ramsus)
声：緑川光（劇中に一度悲鳴を上げるだけでクレジットはなし）
年齢：29歳（現在の肉体年齢であり、実年齢不明。発生から24年前後経過。創始暦9975年生成）
身長：189cm　体重：78kg　B/W：102.5cm / 80cm
搭乗ギア ： ワイバーン、ハイシャオ、ヴェンデッタ、アンフィスバエナ
アニマの器「ゼブルン」
ゲブラーの総司令官。黄金のギア、ワイバーンを駆り執拗にフェイに迫る。人種差別主義者の多いソラリスの中で能力主義で種族を問わずに部下にする彼を慕うものも多い。紳士で冷静沈着、直接戦闘や戦術指揮なども非常に優秀なエリート。一人称は「私」だが、素の口調になったり感情的になると「俺」と言う場合がある。かつて、亜人や地上人を差別しない能力主義へと軍を改革するために、ジェサイア、シグルド、シタンと共にエレメンツを発足させた。エレメンツ時代は風元鎮守府の統括を担当。シグルドがソラリスを脱出した後はミァンがエレメンツの一人になった。現在のエレメンツは、ジェサイアがソラリスを出たためにその本来の目的は失われ、ラムサスの守護天使および総司令就任に伴う解散後に、エリート教育制度を伴って再結成されたもので、高いエーテル力を持つものだけで構成されたラムサス直属の部隊になっている。
「0808191ラメセス」が彼の正式名称であり、カレルレンが天帝カインを抹殺する為そのクローンとして作った存在。しかし非常に精神が不安定だった上に、（カレンに入り込んだ）ミァンが接触者であるフェイを手中に収めたことで廃棄処分とされる（だがこれも計画の一つで憎しみで精神を統一させる為だった）。廃棄施設でソラリス市民カーラン・ベッカー（15歳）を捕食、融合し人間の姿を得る。顔立ちにはカインとベッカー少年の双方の影響が見られる。当時のことは覚えており、フェイを憎悪し執拗に決着を求めてくる。その他、過去戦場に現れたイドによって敵味方関係なく部隊を殲滅され、彼を異常に憎んでいる（作中でフェイと会った時からイドと同一人物ではないかと疑っていた）。序盤でイドと再戦するも一瞬で機体を破壊され敗北。以後は次第に精神に異常をきたしていくこととなる。
フェイたちとの戦いと度重なる失態によりガゼル法員達に塵（ごみ）呼ばわりされ、苦悩し、転落していくことになる。終盤には天帝カインと同じ能力を発揮し、絶対的行使力を相殺して天帝を暗殺した。
最後には「天の車」にてゴリラにも酷似したギア「アンフィスバエナ」に騎乗し最後の勝負を挑んでくる。敗北後は、ミァンから全ての真実を語られ、自分がただ利用されていただけであったことを理解し、カレルレンを切り捨て、ミァンを殺害（これさえもカレルレンたちの策略だった）。抜け殻のように崩れ落ち、茫然自失となったところをシタンたちに保護された。
終盤のイベントでは完全に自閉してしまい、自分を塵だといい続けるがシタンに叱咤され、エレメンツの支えもあって自分の自我を確立。フェイたちと和解し、自分が求めていた「愛」がここにあることを知り、彼女たちと共に生きて行くことを決意する。その後はフェイから「一人の武人としていずれ戦ってみたい」と語られた。
カレルレン (Karellen)
声：置鮎龍太郎
年齢：不明（推定500歳強。創始暦9465年誕）
身長：185cm　体重：74kg　B/W：90cm / 72cm　
搭乗ギア ： ギア・アーサー → アンフィスバエナ（500年前）
アニマの器「ユダ」
ソラリスの実質的指導者であり、ミァンと並ぶ本作の黒幕的存在。「人を未来へと導く存在」としてカインに見込まれた。
500年前に生まれた、ただのヒト。しかし、あまりにも完成された自我を持つ人間である。若い頃は武術一辺倒だったが、ソフィアとの出会い、そして彼女に対する想いが彼を180度変え、本を読み、学問を学ぶようになる。その成果はシェバトの賢者トーラ・メルキオールの弟子のなかで、最も優秀とまで言われるようになった。特にナノテクノロジーを研究し実用していた。ソラリスに行った後も研究を進めている。500年前のヒトであるカレルレンが現代まで生き続けているのは、自らの身体に「延命措置」をほどこしているためであり、デウス復活が数十年で成されるものではないと知り、復活の刻まで自己の存在を維持するために肉体の老化現象を止めた。また地上の人々の能力と記憶を制限するリミッターも開発した。自らの望む神を創り出す「プロジェクト・ノア」を計画。その実現のためにゼボイム時代のキムの論文にあるナノマシンの集合体エメラダを求めた。エメラダを研究したことで、より高度なナノマシン技術を獲得、リミッター解除に反応して本来のゲーティアの小鍵とは違った変異をするナノマシンウィルスなども作ってエテメンアンキ墜落に乗じて散布した。そのように特異な変異を遂げたヒトがデウスの部品となることで「プロジェクト・ノア」は実現される。500年前はニサンの僧兵長としてギア・バーラー"アンフィスバエナ"に乗り、ソラリスと戦っていた。偽悪者で、自分の本心を偽るほどただ一人の女と、そしてこの世界のすべてを愛していた男である。
生い立ち：500年前、私生児として生まれるが、同年に母エルアザルが死亡する。その後、ニサン教の後ろ楯であるニムロド帝国の傭兵団に所属する。そこで多くの武勲を挙げ、やがて団長の座に就いた。当時のカレルレンは腹黒い闘争に満ちた世界に辟易しており、誰にも心を開かず仲間にすら恐れられる荒くれ者だったという。ニサン教の激しい抗争の中、彼はニムロド王国クセル大帝により計画されたベヌエル派暗殺の刺客として実行部隊指揮官に任命、ソフィア暗殺を命じられ、修道院襲撃中にソフィアと出会うことになる。ソフィア殺害の間近、死を受け容れたソフィアの無垢な笑顔に魅せられ、彼は彼女を守って姿を消す。「信仰は、外に求めず、自らの内に」。ソフィアの教えにカレルレンは真理を見た。逃避行の7年間を彼女とどう生きたかは定かでないが、以後カレルレンは、この女性、つまりソフィア1人を愛し続けることになる。彼女がニサン正教の聖母になった後も、彼女が他の男性（ラカン）を愛した後も、そしてラカンのために彼女がその命を捨てた後も、彼は彼女を愛し続けた。
モチーフは幼年期の終りのカレルレン。額の輪のモデルは西遊記の斉天大聖（孫悟空）。
ウロボロス
本作における真の最終ボス。デウスに取り込まれたフェイの前に現れた、大蛇を思わせる巨大な怪物。顔はミァンに酷似しており、彼女のギア・バーラーであるオピオモルプスを想起させる。
人の《愛》を語るフェイの前に「神から巣立つ証明」としてカレルレンが放ったモノ。ゼノギアスと一騎討ちになるが普通に戦っていれば負けることはない（負けるとゲームオーバーとなる）。

### エレメンツ
セラフィータ (Seraphita)
搭乗ギア：グランガオン、Gエレメンツ
ラムサス直属の近衛部隊エレメンツのメンバー。ウサギ型の亜人種であり、ソイレントシステムで廃棄処分寸前のところをラムサスに拾われる。行動、言動はどこまでが本気かわからないふざけたものだが、その実力は高く、炎のエーテルを使いこなす。現エレメンツのメンバーの中では最古参である。よく勘違いされがちだが、エレメンツのリーダーはドミニアではなく彼女である。自分のことを「セラフィー」と呼び、女性陣の中でもかなり巨乳である。
外見のモデルは格闘ゲーム『ギャラクシーファイト ユニバーサル・ウォーリアーズ』のルーミと、キャラクターデザインを務めた田中久仁彦が当時飼っていたペットのウサギから。
参考：熾天使
ケルビナ (Cherubina)
搭乗ギア：ハイシャオ、マリンバッシャー、Gエレメンツ
エレメンツのメンバー。余りにも強力なエーテル力を制御するため、戦闘時以外は瞳を閉じている。物静かな性格。主に水系と回復系のエーテルを使用する。エリィとはユーゲント時代同期で同室であった。よくドミニアとコンビを組んでいる。なお、ゲーム本編では物静かな女性としか表現されていないが、実は毒舌キャラである。
設定資料集には目を開いた（と言うより見開いた）、普段からは想像も出来ないほど恐ろし気な形相が描かれている。
参考：智天使
トロネ (Throne)
搭乗ギア：スカイギーン、Gエレメンツ
エレメンツのメンバー。体の90%以上がサイボーグ化されており、内蔵された様々な兵器と風のエーテルを駆使して戦闘を行う。ポジトロン光子脳というロボット脳内蔵。クールに決めたいのだが、コンビを組まされているセラフィータに振り回され、突っ込み役を強要されている。一人称は「俺」でいつも気だるげな話し方だが相方のセラフィータに突っ込む時は豹変する。初戦闘時にエリィを連れていると「見かけはユカイでも戦闘力はズバ抜けている」と言われ、彼女がいない場合は「先に進んでいいか？」と言われ待たせてしまったことを謝る。
参考：座天使
ドミニア・イズコール (Dominia Yizkor)
搭乗ギア：爆弾戦艦ヘヒト、ハイシャオ、ブレードガッシュ、Gエレメンツ
エレメンツのメンバー。階級は中佐。エレメンツの中では出番も多く、フェイたちと幾度も激突しており、エリィとの絡みも多い。そのためよく誤解されるがエレメンツのリーダーではない。
エレメンツ以前は士官学校ユーゲント出身でエリィの同期。ソラリスの南東にある大陸（アイリスエリア。エルルが滅びた為、ソラリスではこの大陸は管理エリアから除外され、ゲブラーからも該当部署はなくなり、教会でも書類上で管理部署の名が残るのみ）北部の亡国エルルの唯一の生存者（海外にはジークムントなどエルル人はまだ居る）。筋肉質で耳が尖ったエルル人の外見的特徴を持つ。卓越した能力を持ちながら使うことを厭うエリィに対し、羨望と嫉妬、苛立ちの入り混じった複雑な感情を寄せる。メンバーの中で最もラムサスを慕う感情が強く、彼の副官でありながら不審な行動を取るミァンに警戒心を抱いている。地のエーテルを使いこなす。
エリィの父親には激しい憎悪を抱いている。その理由は、彼がソラリスの生体実験処理施設の総括官であり、その実験によってドミニアの同郷のが犠牲になったからである。その特異な体質から優秀な実験体として一族もろとも拉致されたが、ドミニアだけはラムサスの計らいによって戦士として取り立てられた。
参考：主天使

### ゲブラー特務部隊
潜入工作などを行うゲブラーの特殊部隊。三級市民の出身。エリィの指揮下に入り、主人公とは序盤で三度激突することになる。エテメンアンキが落ちた後はソラリスを離脱してエリィのもとにつく。彼らのギアは合体しない。
ランク
搭乗ギア ： ランスナイト → ワンドナイト
ゲブラー特務部隊の隊長。劇中外でランク用のギアであるランスナイトは、輸送中にゲリラの襲撃により失われ、代わりに用意したワンドナイトに搭乗している。
豪放磊落な性格であり、実戦に臨めば百戦錬磨の戦士の勘が働く猛者。同僚からの信頼も厚い。当初、エリィを少女という理由から嫌悪していたが彼女の実力や人柄を見て、上官として認め始める。
名前のモチーフはオットー・ランク。
ヘルムホルツ
搭乗ギア ：ワンドナイト
メガネをかけたオールバックの男性。理知的な容姿通り特務部隊の参謀役。名前のモチーフはヘルマン・フォン・ヘルムホルツ。
ストラッキィ
搭乗ギア ：ソードナイト
冷酷非情な性格で、部隊内でも危険視されている。戦闘狂の性格がギアにも反映されており、攻撃性能の高い造りになっている。
ブロイアー
搭乗ギア ：シールドナイト
強面の巨漢。防御性能や相手の耐久力を奪うギアに搭乗する。
名前のモチーフはヨゼフ・ブロイヤー。
フランツ
搭乗ギア ：カップナイト
子供っぽく、ヒステリックな性格のナルシストだが、ドライブのやりすぎで人格が壊れると注意されたときに「自分は最初から狂ってる！」と言うなど卑屈で自虐的な一面もある。特殊部隊の中では最年少に位置しており（一応）可愛がられている。
バルトのアジトを襲撃した際は子供であろうと喜々として手にかけようとしたが、そこをフェイに妨害、敗北し激怒した。

### その他
ヴァンダーカム
搭乗メカ：キファインゼル → ドーラ
顔に十字の模様の入った男。アヴェ駐留部隊指揮官だったが解任されキスレブ国境艦隊指揮官になった。古い軍隊用語や軍艦を好む、いわゆる時代遅れの大艦巨砲主義者で、バルトとラムサスいわく「脳みそが筋肉でできている」、さらには「大砲の威力に頼り過ぎた戦法ばかりするから、相手の機動力に奔放されて負けが続いている」と具体的にラムサスに批評される。部下からの信用も薄い。アヴェのブレイダブリクには彼と婚約させられた女性がいるが、ヴァンダーカムとの結婚を嫌がっており家出すら考えている。自慢のキファインゼル砲をフェイに破壊された後は砂漠用対艦機動兵器ドーラに乗り込んで襲って来る。
一度はフェイとバルトの仲間たちに敗北するが、そこへ現れたグラーフに「力が欲しいか？」と問われ渇望。堕ちたる種子を開花させられ、再起動したドーラの圧倒的な力でフェイたちを痛めつける。その光景を目の当たりにしたことで目覚めたイドにより、ドーラは大破。ヴァンダーカムも以後は登場しない（死亡シーンは描かれておらず、すでに大破したドーラだけが描写されている）。

ヴァンダーカムの部下
キスレブ国境艦隊の面々。指揮官であるヴァンダーカムの無能っぷりに呆れかえっている。
ホチ（砲術長）
キファインゼルの砲術長。ホチとは砲術長（ほうじゅつちょう）の略。本名不明。
コクサ（航空参謀）
キファインゼルの航空参謀。ヴァンダーカムの無茶な命令の数々に頭を痛め、キファインゼル砲戦前にヴァンダーカムを見限って脱出した。コクサとは航空参謀（こうくうさんぼう）の略。本名不明。
フォン・ヒッパー
キファインゼル艦隊の第二駆逐艦の副提督。無能をさらし続けるヴァンダーカムを完全に見限り、部下たちを連れて離脱した。

## アヴェ王国
シャーカーン (Sharkhan)
搭乗ギア：シャーカーン・ギア
アヴェの宰相。クーデターによってバルトの父エドバルトIV世を殺害してアヴェ王国の実権を奪った男。彼によって王族のほとんどが殺害された。目的のためには手段を選ばない野心家で、その欲はどこまでも深い。表向きは教会の元・大司教で教会を追放された事になっているが、実はイグニス教区の教皇でゲブラーや教会と深い繋がりを持つ。その繋がりからソラリスに「障壁＜ゲート＞」の管理を任された。当初は何も知らずに障壁の管理を行っていたが、調べていくうちにその正体を知り、ソラリスから独立するための一助として利用し始める。更にはギア・バーラーの鍵となるファティマの碧玉を手に入れ、ソラリスから独立するための力にしようとまでしていた。
ストーリー中盤にて、ニサンの碧玉要塞でバルトたちとギア・バーラーを巡る争奪戦に敗れ撤退。しかし王都周辺もすでに旗色が悪くなっていたため付近の空洞へと逃れた。ここには障壁の発生装置が隠されており、そこから莫大なエネルギーを自身のギアに投与することで大幅なパワーアップができるはずだった。開発段階の設計では問題なかったため、そのギアを切り札にするがエネルギーを取り込んだ状態では起動しなくなってしまう。そこへ現れたグラーフによって「滅びの母なる力」を引き出されたシャーカーンは、バルトたちと最後の一戦を繰り広げる。障壁からエネルギーを吸収することで無尽蔵の回復能力を獲得するも、バルトたちに敗れ機体は戦闘不能となる。
最後は戦闘の余波による障壁発生装置の爆発に巻き込まれ、最期を迎えた。敗北した際には、バルトからマルーを不幸な目に遭わせたことを非難され、玉座に座ることの重さも意味も知らないのを「三下」と述べられた。
エドバルトIV世
バルトとシグルドの父親であり、先代のアヴェ国王。父親は先々代のアヴェ国王ラグンバルトI世、母親は2代前の大教母シグリッド。先代の大教母エルヴィラ（マルーの母親）とは兄妹。14歳の頃よりシャリーマ（当時19歳）に惹かれるようになりやがて男女の仲になるが、20歳のとき突然関係を破棄され、23歳のときマリエルを王妃に迎えた。12年前、シャーカーンのクーデターにより捕らえられ、最期はファティマの碧玉を聞き出そうとする自白剤投与の尋問に対して自害（38歳）。シグルドの銀髪は父親譲り。
シグルドの正体が自分の息子であることは最初から知っており、彼をそれなりの待遇で取り立てたり、バルトに「手に入れたものは兄と分かち合いなさい」と遺言を残すなど、親としての愛情を持っていた。
シャリーマ・ハーコート
シグルドの母親。ハーコート家はアヴェ東方の辺境にある異教徒居住区ノルンの首長の家系であり、シャリーマはノルン首長ミミルの妹。ノルン民族は褐色の肌という特徴がある。ハーコート家の人間は成人T細胞白血病を患うものが多く、シャリーマもまた感染していた。11歳のとき、ノルンのウルザルブルン城を夏城としていた当時6歳のエドバルトIV世と出会い、以降親交を深めた。25歳のときエドバルトIV世の子を身ごもるが、自らの命に先がない事を知るがゆえに妊娠を伏せて男女の関係を断った。翌年、産まれたシグルドを兄ミミルの養子にする。18年前、37歳で病死。
マリエル
バルトの母親。ドラピエ侯爵家の令嬢。16歳のときエドバルトIV世と成婚してアヴェの王妃になる。12年前、シャーカーンのクーデターにより王族が殺されていき、精神的ショックにより死亡（31歳）。

### ラハン村
アルル (Aruru)
声：根谷美智子
フェイの親友。ダンの姉。ティモシーとの結婚が決まっているが実はフェイに想いを寄せていた（フェイもアルルの好意に気づいていた節があったがティモシーとの友情から何も言わなかった）。そのことを口に出来ないままヴェルトールの暴走によって死亡した。ダン曰くかなりの巨乳。
ダン (Dan)
声：渡辺久美子
アルルの弟。額が広い。フェイを慕っていたが、暴走したヴェルトールにより姉が死亡しフェイに強い恨みを持つ。その後復讐のため武闘大会に出場、準決勝でフェイと戦うが子供にもかかわらず強く（ワイズマンが関わっている可能性あり）、一度もダメージを与えず一定ターンが経過すると姉アルルの花嫁衣裳をフェイに渡し去っていく。その後もフェイを恨み続けるが、シェバトによってカーボナイト凍結されたフェイを見たときにはシェバトの人々に対して憤り、その際にイドの存在を知ったことでフェイも被害者であると認識を変え、終盤ではフェイに謝罪している。完全に関係が修復されたわけではないが、フェイもダンに辛い思いをさせてしまったことを謝り、「最後にお前と仲直りできてよかった」と伝えた。
ティモシー (Timothy)
声：高木渉
ラハン村の好青年。フェイの親友でアルルの結婚相手。アルルの本意を知らず、自分よりもフェイを慕っていた義弟（予定）のダンを助けるために戦闘に巻き込まれ、ソラリス兵のギアによって射殺される。その死がイドの覚醒とヴェルトール暴走の引き金になった。
ユイ・ウヅキ (Yui Uzuki)
シタンの妻。ガスパールの孫娘。寡黙で容姿端麗。ヒュウガ・リクドウ（シタン）がシェバト侵攻を指揮した時に出逢い、交際を経て結婚、その後ミドリを出産。娘と共にシェバトに住んでいたが、ヒュウガが密命により偽名を使ってラハンに住むことになったので、娘も連れて移住した。ラハン村が焼けた後は、シェバトを呼んで村人をシェバトに乗せた。シタンから2本の刀を預けられている。武術の腕は祖父譲りで、刀の使用を封印している素手のシタンとなら互角。料理が得意。
終盤ではシタンに刀を届け、本来の力を引き出させた。
ミドリ・ウヅキ (Midori Uzuki)
シタンとユイの娘。5歳（創始暦9994年誕）。人や動物の意思を感じることができる。父が密命で動いていることを感じているため父子の関係は芳しくない。口数が非常に乏しいがチュチュ曰く「非常におしゃべり」らしい。実際に言葉を発するのは終盤のみ。

### ユグドラシル乗員
シグルド・ハーコート (Sigrd Harcourt)
年齢：29歳（創始暦9970年誕）
身長：191cm　体重：83kg　B/W：105cm / 80cm　
バルトの腹心であり、潜砂艦ユグドラシルの副艦長。操舵も行っている。右目に眼帯をつけている。シタンの旧友。実はバルトの異母兄。シグルドの銀色の髪と碧玉の瞳は父親譲り、褐色の肌はノルン民族であった母親譲りである。11歳のとき実母シャリーマ（戸籍上ではシグルドは叔父ミミルの養子）が死に、その葬儀でメイソンがシグルドを実父であるエドバルトIV世に引き合わす。エドバルトIV世はシャリーマの遺志を尊重としてシグルドを王族とはせず、本来は14歳にならなければ入団できない王室近衛騎士団の近衛士官見習いとして王宮に登用して厚遇を与える。16年前、故郷のノルンへ帰省中に、ノルン民族の人種サンプルを捕獲しにきたソラリスに拉致されてしまう。2年後、過酷な実験で薬漬けにされて廃人寸前になっていた所をラムサスに能力を見出されてゲブラー入隊、エレメンツに就任する。当時の他のエレメンツは、ラムサス、ジェサイア、ヒュウガ（シタン）。エレメンツ時代は火元鎮守府の統括を担当。ソラリスではジェサイアの家で過ごし、まだ子供だったビリーとも顔見知り。薬物の後遺症の治療にはビリーの母ラケルがあたっていた。12年前、アヴェのクーデターを知りソラリスを脱走、ノルンに帰郷を果たしメイソンと協力して幽閉されていたバルトを救出した。
なお2年前の事故の際、シグルドもバルトと同様に目を負傷したとされているがそれは偽りで、彼は右目（の角膜）をバルトに移植するため提供したのである。それを悟られないために現在は義眼をいれている。精悍な顔つきに似合わず低血糖体質持ちでかなりの甘党。また、薬物依存症が長かったため、アルコールの類にはめっぽう弱い。
一人称は「私」で目上の者や初対面の相手には敬語を使うが、それ以外は素の口調で喋りシタンやラムサスに対しては「俺」と言っている。また故郷を取り戻したバルトが民主制を宣言した際も敬語を使わず素の口調で接している。
名前の由来は北欧神話の英雄シグルズから（ノルンの一族の名前は北欧神話の登場人物の名前から付けられているものが多い）。
ローレンス・メイソン子爵 (Lawrence Mason)
年齢：68歳
身長：178cm　体重：69kg　B/W：82cm / 70cm　
バルトの腹心。バルトの行動にいつも右往左往しているが、肝心なところでは大胆な活躍をみせる。ユグドラシルではメカニックの総指揮をしている。趣味は銀食器を磨くこと。14歳のとき王室近衛騎士団に入団、4年後エドバルトIV世が誕生してエドバルト付士官になる。エドバルトとシャリーマの仲も取り持ち、両者が別れた後もパイプ役を務めた。若い頃は強の者として知られ知略的才能もあり、28年前は王室護衛官兼対キスレブの作戦士官として活躍した。12年前のクーデターの際は、キスレブとの和平調整の密使としてノアトゥンに滞在中だったため巻き込まれることなく、ノルンでシグルドと合流して共にバルトを救出した。普段はユグドラシルのガンルームで内職（アイテム販売）を行っている。
シャーカーンを倒し、王国を取り戻した後にバルトからシグルドの過去を聞かれ、その一端を語った。
バンス (Banth)
ユグドラシルのソナーを担当するイルカの亜人。サウンドを収集するのが趣味。話し掛けるとゲーム中の効果音を聴かせてくれる。ただし、どの音が流れるかはランダム。
ミロク隊
搭乗ギア：ディルムッド
ミロク
ギア部隊であるミロク隊の隊長。ミロクの大将などと呼ばれている。16歳になる娘のジーン（本編には未登場）もギア部隊に参加しているらしい。名前の由来は弥勒菩薩から。ヴァンダーカムとの戦いにより部下共々討ち死にしてしまう。
フォアラント、ファルケ、ヴィンド
ミロク隊の部隊員。ヴァンダーカムが指揮するドーラとの戦いで死亡した。

## 宗教国家ニサン
マルー：マルグレーテ・ファティマ
年齢：16歳（創始暦9983年誕）
身長：158cm　体重：46kg　B/W/H：78cm / 55cm / 81cm
ニサン法王府の大教母。愛称はマルー。母親は先代の大教母エルヴィラ、父親は司教フランシス大侯。バルトとは従兄妹。幼少の幽閉時、バルトが自分に代わって拷問を受け続けたことにより、無力な自分を恥じ、その象徴である女性性を嫌悪し、無意識の内に第二次性徴を遠ざけているため容貌が幼く、一人称は「ボク」。また、バルトの力になりたいと常々思っており、そのため無茶な行動に出ることも多い。周囲からは従兄であるバルトの婚約者扱いされており、当初は女扱いされることを嫌がっていたため否定していたが、最終的には、逆にバルトに思わせぶりなことを言ってからかうことも。
ストーリー中では2回NPCとして戦闘に参加。行動は回復が主だが時々「ラットフィーバー」、「メテオストライク」での攻撃も行う。中盤以降彼女に話しかけるとパーティーチェンジが行える。
開発中期ではプレイヤーキャラクターに加える案もあり、マントの中に手榴弾、ミサイル、バズーカ、鎌、ハンマーなどを隠し持っているという案もあったが没になっている。
アグネス
マルーが生まれた時からマルグレーテ付侍女として側についているシスター。31歳。デートメルス男爵家遠縁の孤児であり、エルヴィラ付きの侍女になったのは当時14歳。その翌年にマルー誕生。男爵家の家柄でありながら孤児だった境遇ゆえに、辺境民の出身でありながら王家から厚遇を受けていたシグルドと張り合うことが多かった。バルトとマルーが婚礼を挙げる日が楽しみらしい。
エルヴィラ・ファティマ
マルーの母親。ニサン正教の先代大教母。エドバルトIV世の妹。12年前のクーデターで捕らえられ、ファティマの碧玉に関する尋問に対して兄と同様に自害した。兄と違い茶色の髪を持っていた。
フランシス・ラヴァーン
マルーの父親。大侯で、ニサン正教の司教。12年前のクーデターでは、ファティマの碧玉に関する尋問で過度の拷問を受けて獄死。

## 500年前のニサン
ラカン
搭乗ギア ： ギア・アーサー → O.Rヴェルトール（ギア・バーラー化）→ O.Rヴェルトール（接触により変異）
フェイの前世。創始暦9475年誕。500年前の現在のラハン村にあたる場所の村の出身。8歳の時に病気療養でやってきたエレハイム（後のソフィア）と出逢い、短い期間を共に過ごし別れ際にはエリィの絵を渡した。10年後、村を出たラカンは暴動に巻き込まれ、（ソフィアとの接点には互いに気付かないまま）カレルレンと知り合った。21歳の時ソフィアと再会するも教母という身分差を気にして打ち解けることができなかった。また「絵描き以外に取り得がない」自分では、いずれ戦線に立つソフィアを守れないという負い目もあった。
ソフィアの肖像画の仕事を引き受けるが、ニサンはシェバトとソラリスの戦いに巻き込まれていき、アニマの器「ナフタリ」と同調したラカンはORヴェルトールに搭乗し、ソラリスと戦うことになる。しかし戦いの中でソフィアが死に、目の前で大切な人を救えなかった無力さを痛感したラカンは「力」を求めた。そこへシェバトで囚われの身になっていたミァンの甘言に弄され、ミァンを解放してゾハルのあるベツレヘムの地へ向かった。対存在であるエリィが死んでおり、精神的にも不安定だったラカンは波動存在と不完全な接触しかできず、この世界に対する怒りの人格「グラーフ」を作り出してしまう。そして姿形は「イド」そのものとなり、ゾハルやデウスを破壊する術のないラカンは、グラーフとしてデウスの機動端末兵器を使って人類を滅ぼそうとした。そうすることで神の本体「ミァン」が生まれることがないように。しかし人類の96%を虐殺するもロニに敗れ、変わり果てた姿をかつての仲間たちに恐怖されてしまう。以後は「この世界が地獄になろうとも生き続ける」と誓い、グラーフの黒衣をまとい、放浪の果てに人知れず朽ち果てフェイに転生した（没年齢35歳前後）。しかし接触により得た能力で思念のみがグラーフとして残り他者の肉体を奪うことで生き続けていた。これはソフィアとの約束である「生きて」を体現する能力であった。ニサンにはラカンが描き遺した未完成のソフィアの肖像画が残されている。
フェイが視る前世の記憶では、（設定では）フェイ自身の主観によってラカンの服はフェイと同じに見えている。また接触後の暴走時も同様に回想上ではイドと同じ姿に見えている。
戦いの末愛する者を失い、仲間たちとは敵対し、孤独な死を迎えたラカン。しかし、次代の接触者を守るという意志はグラーフにも受け継がれており、結果的にフェイを救うこととなった。
ソフィア (Sophia)
搭乗ギア ： レグルス → （ギア・バーラーになったE・レグルスへの搭乗は拒否した）
アニマの器「ディナ」
幼名はエレハイムでラカンとは幼馴染。創始暦9475年誕。500年前のニサン正教初代教母。エリィの前世とも言え、外見がエリィに酷似している。エーテル能力に優れていたことからニサン公教会の枢機卿のひとりペヌエルの養女となり後にソフィアと改名。13歳のとき権力争いに巻き込まれ襲撃されて養父ペヌエルを亡くす。カレルレンはこの襲撃部隊のリーダーだったがソフィアに感化され僧兵となる。この襲撃をきっかけにニサン教会は分裂するが、7年後、ソフィアとペヌエルの姪ジークリンデが分裂していたニサン教をニサン正教としてまとめた。直後にソラリスとシェバトの戦争が始まり、行き先を失った人々を受け入れたニサンは急速に巨大勢力になって行った。ソフィアのギアがアニマの器「ディナ」と同調して"El・レグルス"になったが、乗る事はかたくなに拒み続けた。
シェバトは権力欲に駆られソラリスに反旗を翻した。しかし今ではソフィアの元に人々の意志が集中しており、次第に力を増していった。それを恐れたシェバトの長老会儀はソラリスと密約を結び、ソラリスは当時反目していた裏の権力者ミァンの身柄と地上の分割政治を約束し、シェバトはソフィアを差し出した。罠によって窮地に陥ったラカンたちを救うため、ソフィアは一人エクスカリバー1番艦でメルカバーに特攻をかけ死亡。死亡時の年齢は25歳。ソフィアの死が世界の運命、ひいては物語に大きく影響している。
なお終盤では、ラストダンジョンに乗り込むためにメルカバーをエクスカリバーとユグドラシル4の連携によって轟沈している。これはソフィアが身を挺して道を切り開いたのを現代に再現したものである。
ロニ・ファティマ
搭乗ギア ： アンドヴァリ → El・アンドヴァリ
アヴェ王家の始祖。創始暦9469年誕。500年前に行商隊を頭領として指揮してシェバト地上軍と商売していた経緯からニサンに協力、ラカン、ソフィア、カレルレン、弟のレネたちと共にソラリスと戦った。後にラカンによって引き起こされた「崩壊の日」にはギア・バーラー"アンドヴァリ"に乗り、ガゼル法院から奪ったギア・バーラーと同調できた者たちや部隊を率いて、辛くもグラーフを撃退してディアボロス軍団を停止させた。この「崩壊の日」に世界の96%の人命が奪われることになった。更に戦いが終わって生き残ったのは全人類のわずか2%。その後、碧玉要塞を見つけたロニは"アンドヴァリ"を隠して、いつかソラリスとの戦いが起こることに備えてアヴェ王国を興した。キスレブもロニが進めたエルドリッジ時代の遺跡や戦艦（ユグドラシル4）の発掘・改修作業の作業地点であるノアトゥンに人が集まり、町として発展していったもの。バベルタワーの反射鏡設置もロニの手による建造物である。
モデルは『ファイナルファンタジーVI』の主要キャラクターの一人「エドガー・ロニ・フィガロ」から。
レネ・ファティマ
ロニの双子の弟。創始暦9469年誕。ニサン教母の祖先。500年前に兄とともに行商隊の頭領として指揮してニサンに協力した。ソフィアの義理の従姉妹にあたる教母補佐官ジークリンデと結婚。イゾルデという娘をもうけている。「崩壊の日」には兄達と懸命に戦うが、兄のロニをかばって死亡した。娘のイゾルデが次の教母になり、代々その子孫が教母を継いでいる。アヴェ王家はロニ・ファティマの子孫であるが、ラグンバルトI世の王妃となった大教母シグリッドはレネ・ファティマの子孫であるため、その子であるエドバルトIV世と大教母エルヴィラ、そして孫であるバルトとシグルドとマルーはロニとレネ両方の子孫ということになる。
モデルはロニ同様、『ファイナルファンタジーVI』の主要キャラクターの一人「マシアス・レネ・フィガロ（マッシュ）」から。
ジークリンデ
ペヌエル枢機卿の姪。ペヌエル枢機卿の養女になったソフィアとは、ペヌエル修道院で共に修道女として過ごして親しくしており、ペヌエル枢機卿が襲撃されてカレルレンと共に行方を消していた間も常にソフィアと同行していた。分裂していたニサン教をソフィアと共にニサン正教として統一。教母になったソフィアの教母補佐官を務めた。「崩壊の日」の後、レネの忘れ形見である娘のイゾルデを出産。壊滅したニサンは教母補佐官であったジークリンデを中心に共同体として再興されていき、イゾルデを教母として教育した。
イゾルデ
ニサン正教第二代教母。創始暦9502年誕生。レネ・ファティマと教母補佐官ジークリンデの娘。教母となって母と共にニサン正教の再建に尽力した。アヴェ王国を建国したロニ・ファティマは亡き弟と共にその娘であるイゾルデも王族として公認、その縁によりニサン正教はアヴェの国教とされ、国家レベルで両国は相互扶助の関係で興隆していくことになった。イゾルデ以降、教母はエーテル能力を基準にしない世襲制になり、教母の役職名もやがて大教母になった。

## キスレブ帝国
ジークムント (Siegmund)
キスレブ総統。エルル人。状況判断に優れた実力者で、一兵卒から軍のトップに上り詰め、国を改革して一国の主にまで上り詰めて「委員会」を放逐した。リコの父親だが、互いにそのことは知らない（ただし、作中でのイベント後に勘付いている描写があり、リコに至っては完全に確信していた）。
ハマー (Hamer)
搭乗ギア：ハマー（人機融合）
亜人の便利屋。囚人ランクはD。お調子者だが小心者で内面では力に対するコンプレックスを持つ。リコやフェイを慕い、メカニックとして途中行動を共にする。
フェイたちとは別行動する仲間と共にソラリスで捕まった際に、変異を防止する代わりにエリィをソラリスに引き止めるというカレルレンの持ちかけに乗って離反。結果、エリィの母メディーナを思わず射殺してしまう。その後、自己改造能力を持った人機融合ギアとなって、エリィを奪い返すためのカレルレンの手駒として、フェイやエリィやリコたちの前に現れる。
激戦の末に敗北。リコに「いつかキスレブへ戻ってください」と彼の素性を告げ、自分にはこういう最後が相応しいと崖下に落下していき死亡した。ハマーの死はリコやフェイに同情を抱かせ、エリィに深い悲しみを残すこととなった。
ハマーの性格とデザインのモデルになったのは『フロントミッション』チームのスタッフの1人である浜坂真一郎。設定資料集では鼻でタバコを吸う顔写真と共に、彼と野村哲也の関係がハマーとリコの関係のモデルと記述されている。『FRONT MISSION3』においてミスコン優勝者と友人がマルーとエリィのコスプレをしている絵を描いている。また、ゼノサーガシリーズにもモデルを同じくする同名の人間キャラクターが登場する。
ルア・クーン
帝都B管理委員会の人間。
リコの部下のバトラー4人
リコの命により帝都犯罪者収容区画（D区画）に来た人間の扱いを決める洗礼を行う。新参のフェイが気に食わず、ヴェルトールに爆弾を仕掛けたが、その直後、下水道で何者かによって惨殺される。
ハインリヒ・クライブ

レオナルド・スナイパー
ハインリヒと共に、イドに殺される。
バルガス
スザーンとリコ以外には負け知らずだった。
スザーン
4人の中で唯一のAランクバトラーで、4人の中では一番強い。主な武器は身の丈ほどある鎌を使う。

ディアナ
D区画の女医。キスレブに連行されたフェイを治療した。かなり気が強く、押しも強い。名前が判明するのはサブイベントをこなして、再び彼女の元を訪れた時である（或いは終盤にバトリング闘技場で話しかけた場合）。
ラティナ
搭乗ギア：シルバースター
酒場「ラティナスバー」のママ。アマゾネス（女バトラー）でもあり、バトリングの決勝前戦ラストのフェイの対戦相手。

## タムズ
タムズの艦長
セイウチの亜人で、自らを「海の男」と呼ぶ熱血漢。カメラ目線で啖呵を切る。同じ（砂の）海の男であるバルトと意気投合する。タムズがアイオーンによって沈められた後は、どこにあるかも知れぬ島の財宝探しを始めようとする。
ハンス
副長としてタムズの艦長を補佐するイルカの亜人。バンスに似ているが他人。妻のアンナは夫と共にサルベージ船団に居たが、カレルレンの放った死霊に襲われて夫を失っており、アンナはタムズに救助されてハンスと再婚した。子供は、二人の間に生まれた娘のカンナと、アンナの連れ子のランス。義理の息子であるランスはハンスを父と認められないでいるが、雪原アジトで再会したタムズの艦長が、イルカの亜人が一見ペンギンの亜人のようにも見えることに引っ掛けた話で「父ちゃん」と呼ばせるイベントがある。

## 教会
ソラリスが影からヒトを支配するために設立した下部組織。ギアを始めとする機器の修理・調達などを行っているため各国からは喉から手が出るほど羨望されている（国家がギアを手にするには独自で開発・発掘するしかないため）。
ストーン司教 (Storn)
搭乗ギア ： アルカンシェル
ビリーが敬愛する教会の神父。実はジェシーとはゲブラーの同期で、ジェシーの妻となるラケルに想いを抱いていた。しかしラケルはジェシーと結婚し、息子と娘を産んだ。そのことを「汚れた」と逆恨み、ラケルにウェルスをけしかけ殺害。その後はウェルスたちを殺害して自分が助けたように見せかけ、ビリーに恩を売り、正体を偽りビリーの手をウェルス殺しで汚させている。本編中で判明する本名は「スタイン」であり、スタッフが書いたイラストなどによるとフルネームは「イザーク・スタイン(Isaac Stein)」。肉体はカレルレンの手により改造されて能力強化されており、皮膚を持たないゾンビのような姿だが普段はそれを隠している。表向きは司教だが、ソラリスの地上粛清官であり、エトーン（贖罪審問官）を使って、ソラリスへの反逆の意思あるものを粛清するのが本来の役割。
ストーリー中盤にて大型ギア・アルカンシェルに搭乗して自らユグドラシルを急襲する。本来の任務は監視だが、ガゼル法院に刃向かう主人公たちを抹殺するべしとみなして戦いを挑んでくる。そこへグラーフが現われ「力」を与えられたことであらゆる攻撃を無力化する障壁を展開する能力を得た。それから母親殺しの真実と自分の本性をビリーに語り、激しく憎悪させる。あらゆる攻撃を防ぐ障壁を待つアルカンシェルに対し、それを打ち破るためにジェシーのバントラインによる攻撃で相殺されてしまう。
ビリーたちの前に敗北し、最後は醜い怪物の姿のままアルカンシェルとともに爆死した。
教皇
ソラリス南西に位置するアクヴィエリアに置かれ他のエリアの教会を指揮する中央教会の教皇。ソラリスからの離反を企んだためストーン司教が率いるエトーン（贖罪審問官）の暗殺部隊に粛清された。作中での出番はこれくらいしかない。
ベルレーヌ
ビリーの同僚のエトーン（贖罪審問官）。暗殺部隊の一員。ストーン司教がビリーを打ちのめすため自ら明かそうとしていた真実を話そうとした事が、ストーン司教の癇に障って殺される。

### ビリーの孤児院
デビー
ゲーム内では語られないが、ビッグ・ジョーの冷凍保存を解除している。
ブービー
レッドラムにされてしまった男の息子。父の形見の鈴をリコから渡される。

## シェバト王国
ゼファー女王 (Queen Zepher)
幼い外見をしているが500年以上生き続けるシェバトの女王。本編のちょうど500年前の（創始暦9499）大戦中には当時13歳のシェバト第三皇女で、ニサンに大使として滞在して、1年後のソフィアが死ぬことになった作戦行動にもラカンやカレルレンらと共に同行していた。ソフィアの死から11年後（24-25歳の時分）にカレルレンがシェバトに訪れた際、シェバトの罪を償おうと延命処理を自ら進んで受け入れて、ソフィア死亡当時（13-14歳）の姿として生き続けている。今でも自分たちの罪を悔いており、終盤では今までの行いについて虚無感を感じていた。
終盤ではメルカバーの前に大敗を喫し、シェバトが落とされてしまう。以後はフェイたちと行動をともにし、戦艦エクスカリバーを貸し与えるなど後方支援を勤めた。
ゲーム本編中（創始暦9999年）での年齢は、ゲーム内での発言やそれに準拠した設定資料集などには522歳とあるが、設定資料集別項に掲載された年表では創始歴9486年生まれとされる。
キャラクターデザインのモチーフは安達祐実。
シェバトの長老たち
ゼファー同様、500年以上生き続けている。ニサンの勢力拡大を懸念して、権力の座を守る為にソラリスのガゼル法院と密約を交わし、500年前のミァン (M0970) の身柄と引き換えにソフィアを売り渡した。
ワイズマン
声：麦人
武術の達人であり、度々フェイの前に姿を現わす仮面を被った謎の男。3年前に大怪我を負ったフェイをラハン村に運んだ人物であり、行く先々でフェイの前に現われ、導いていく。キスレブにて自分の事をフェイの父カーンとの古い知り合いであり、共に武術を学んだ仲だったとの発言をするが、その正体はグラーフと融合したカーンその人。グラーフの精神支配が弱まった際に本来の人格が表出する。ラカンの前世の記憶や、エリィとデウスとゾハルなどの知識も持っている。ゼファー女王にはグラーフとラカンのことも含めて正体を明かしており、女王からの信頼は篤い。
ストーリ終盤、グラーフが駆るOR.ヴェルトールに敗北したフェイの前に現れ「なぜ敗北したのか」を語る。フェイは機体の性能差で負けたと思っていたが、ワイズマンは「想い」の差こそが勝敗を決したのだと言う。グラーフもまた、より詳細に差を語り息子を立ち直らせた。

## 原初
アベル
年齢：7歳（エルドリッジ墜落当時）
声：緑川光
エルドリッジ墜落での唯一の生き残り。ある惑星で行われたデウスとゾハルの連結起動実験の際に、ゾハルが呼び出した波動存在と接触し、それが原因でオリジナルエレハイムが誕生した。エルドリッジ墜落後、砂漠をわたるヒト原種たちを見かけ、追いかけてエレハイムと出遭った。10年後、カイン信仰による支配に反発して人々を扇動してカインらと戦った。フェイの前世のひとつ。設定資料集には、波動存在との接触がただの偶然ではなかった事がほのめかされている。
エレハイム(原初)
声：冬馬由美
オリジナルエレハイムから変異したミァン・ハッワーが、主体と補体の2人に分化したペルソナの主体側。対立するアベルとカインの間に入って平和的解決を望んで説得に奔走するも、アベルを殺そうとするカインから、アベルを庇って身代わりになって死を遂げた。エリィの前世のひとつ。
ミァン (M0000)
ペルソナであるミァン・ハッワーから2人に分化した補体側で、最初の、因子覚醒に因らないミァン。転生が起こることを知っていたミァンにとって、デウス復活に程遠いこの時代には接触者とエレハイムはどうでもいい存在であった。その為、カインがアベル抹殺を決めた時も、エレハイムを結果的に殺した時も静観していた。
デウス
作中においてに《神》もしくは《母》と呼ばれる存在。その正体は星間戦争が繰り広げられていた1万年前、戦争を終結させる目的で開発された恒星間統合戦略兵器「ゼウスシステム」を構成する生体兵器であり、自らの意思を持った戦闘兵器である。約1万年前、試験運転の際に暴走して甚大な被害をもたらし、暴走原因を調査するため分解されて恒星間移民船で移送中だったが突如再起動したため、艦長によって積載された移民船が自爆し劇中の舞台となる惑星に墜落。損傷を修復するための部品として《ヒト》を生み出し、密かに繁栄するのを待っていた。当初はガゼル法院が封印したマハノン内部に存在していたが、カレルレンたちによりメルカバー内部に移された。ヒトが独自の進化を遂げたことで部品が足らなくなってしまうが、カレルレンのナノマシンが組み込まれたおかげであらゆる物質を取り込むことが可能となり、ストーリー終盤ではついに最終形態へ移行。惑星そのものを取り込みテラフォームによって《デウス》へと作り変えていった。「神を生み出す人間は脅威にもなる」と判じ、その惑星の文明を破壊すべく世界中にアイオーンを放ち虐殺を繰り広げるが、なぜか人類をアイオーンに吸収させている。このことはシタンも疑問に思い「母が子を子宮に戻す行為」と語っていた。また移民船墜落の原因となった突然の再起動の際には、移民船の制御システムを奪い地球へと向けてワープさせようとしていた。《母》が何を思い、何を求めていたのかは誰も知ることは叶わなかった。
事象変異機関ゾハルを組み込まれており、動力源として波動存在を内包している。このことが作中の物語を形作ることとなってしまう。またエリィのヴィエルジュを取り込んでいるため本体の姿はそれに酷似している。
最終的にフェイのゼノギアスによって破壊され、機能を停止。同時にゾハルが破壊されたことでエーテル能力も失われギアも機能しなくなってしまった。

四柱神（しちゅうしん）
メタトロン、サンダルフォン、ハールート、マールートの四機の《アイオーン》。比較的ギア・アーサーやギア・バーラーに酷似した形態をしており、アイオーンのように透き通るといった特徴がない。
デウス本体を守るというよりも力を送る役割を担っており、倒すことでデウスの戦闘能力を大幅にダウンさせることが可能。この戦闘のみはフェイをパーティから外すことができる。
波動存在
本作における万物の造物主であり、カレルレンが真に《神》と呼ぶ存在。デウスシステムに内蔵されたゾハルによって取り込まれ、動力源として内包されてしまっていたが、自分を解放する者としての望みをフェイ（アベル）に託し、開放される日を待ち続けていた。
意志はあるが、人によって投影される人格が異なるらしい。グラーフ（ラカン）はこの存在との接触でミァンやエレハイムの正体を知り、「全てを滅ぼすことがヒトの救いになる」と考えてしまった。
エンディングではついにデウスが機能停止しゾハルが破壊されたことで自由を獲得。そのまま本来の次元に回帰しようとするが、その際の余波で星が破壊されてしまうことが発覚する。

## ゼボイム
キム
フェイの前世のひとつ。創始暦6055年誕。生化学者、医者。大学院時代の紆余曲折を経て、連邦医務局で医師を務めていた。
平均寿命30歳と儚いゼボイム人の寿命をなんとか延ばそうと延命研究を続けた一環としてナノテクノロジーを実現し、すべてのゼボイム人の希望を託して人造人間エメラダを創造する。トーラは発掘されたキムの論文からナノマシン技術を蘇らせた。
エリィ（ゼボイム）が死んだ後、エメラダを構成するナノマシンを解体、施設ごと凍結した後、行方をくらませた。

名前の由来は、分子ナノテクノロジーの可能性を知らしめた米国の工学者K・エリック・ドレクスラーから。なお、本作品発売前の『Vジャンプ』増刊号にて、「ナノマシンは科学者エリックが考え出した技術」とされていた。
エレハイム（ゼボイム）
ゼボイム時代のエリィの前世。創始暦6055年誕。連邦医務局の看護婦。先天的に子供を生めない身体。ミァンの手引きで研究所に押し寄せた軍部からエメラダとキムを守るために、自分もろとも高出力の放射線を照射して敵を道連れにして、エメラダとキムを逃がした。
ミァン(M0661、M0662)
双子の姉妹がミァンとして覚醒。国家元首の側近として核戦争を引き起こした。またキムのナノマシン研究のスポンサーでもあった。ミァンが死んだ際に、次に2人のミァンが同時に別々の場所で覚醒することは稀にあるが、珍しく双子が同時に覚醒した。
ビッグ・ジョー (Big Joe)
本名はジョー力石。36歳 (+4000) 。フェイ一行の行く先々に現れる謎の男。4000年前のゼボイム時代の国民的英雄だったが、人工冬眠施設を視察中、冷凍リアクターに入ってしまい、係員のミスが重なって、そのままコールドスリープされてしまう。国民の悲しみは大きくゼボイムでは戦時にもかかわらず大々的に葬儀がなされた。4000年後、教会に発掘されたリアクターは粗大ゴミに分類されてしまい海に廃棄され、ビリーの孤児院がある島に流れ着く。孤児院のデビー少年は砂浜に流れ着いたリアクターを遊び道具にしていじるうちに凍結機能を停止。砂浜の熱で奇跡的に自然解凍されて蘇生したビッグジョーは何を思ったか、驚くデビー少年を尻目にいきなり海へ飛び込んでイグニス大陸まで遠泳したのだった。その後、武術大会やキスレブなどフェイの行く先々で登場。実は多種多様な分野に才能を持つ万能の天才で、冷凍睡眠期間を加えれば、現代に生きている人間の中では天帝カインに次ぐ長生きということになってしまうのだが、ストーリーとはあまり関係が無い。灯台の地下にあるゼボイム遺跡でショップを経営し始める。人里離れた僻地ながらも経営は上々らしい。
ラヴィーネ
反政府テロ組織。彼らが連邦首都の発電所を爆破したため、首都の50％の世帯が停電。そのため、病院内の自家発電の故障もあってキムが執刀していた少女の命が喪われることになった。後にキムの大学院時代の分子工学の論文（ナノマシン）を入手し、兵器転用の危険性からキムに接触を図るが、キムはそれを拒み続けた。劇中でエメラダが眠っていた研究所は、ミァンの思惑に気づいたキムがエメラダを匿うためにラヴィーネに用意してもらった研究所である。
なお、名前の由来は「雪崩」をドイツ語にしたものである。

## 接触者
フェイと深い関わりのある者たち。
イド (Id)
声：緑川光
搭乗ギア ： ヴェルトール・イド → ヴェルトール2（1度だけ） → ゼノギアス・イド
唐突に現れ、敵味方なく破壊の限りをつくす、髪の色も服もギアも真紅な謎の男。3年前までは「暗殺者イド」としてグラーフと共に行動していた。エルル国を粛清していたラムサスの前に現われ、ギアを使わず生身でソラリスとエルルの両勢力を滅ぼした。このことによりラムサスからは異常なほど敵視されている。
その正体は解離性同一性障害によって分かれたフェイの（上位）人格のうちのひとつ。3年前の戦いによりイドの記憶は父カーンに封印され、そこに上書きされた新たな記憶と人格が「フェイ」である（「主人公フェイ」はグラーフより教え込まれたイドと同じ技が使える）。順番で言えばイドは第二人格に当たる人物であり、自らを「イド」と名乗る。
この人格が表出するとゾハルの力によって服装や外見が変化する（元は同じフェイのため正面から見ると、顔貌はフェイと似ている。なおこの姿は接触者ラカンと同じもの）。幼い頃、「フェイ」はミァンとなった母カレンから肉体的苦痛を伴う人体実験を受け続けたが、これにはまだ耐えることが出来た。しかし、父親に助けを求めるも信じてもらえず、ついには接触者としての力を無理矢理に覚醒させるためアニマの器との同調率が高い者たちと精神を同調させる実験が行われるようになった。自分の意思とは関係なく接触者の力を流し込まれた人々がバラバラに弾けて死んでいく精神的苦痛に耐えられなくなったフェイの本来の人格は、苦痛を肩代わりさせるために代替人格を作り出した。それが第二人格イドであった。そして本来の「フェイ」の心も壊れてしまい、完全にイドと解離してしまう。後にカーンがカレンの異常にようやく気がついたときには、すでに症状は手遅れの状態まで進行していた。
その後グラーフが呼ばれ、フェイを守らんとする父カーンが追い詰められ、フェイは感情にまかせて接触者としての強大な力を暴走させカレンを殺してしまった。その際に、イドは無理矢理フェイ本来の人格（臆病者）にその結果のみを押し付けられ、それまでの精神的苦痛と、母からの愛情の記憶を本来の人格に独り占めされて一切受けられなかったネガティブトラウマによって、破壊衝動の権化ともいえる人格を形成してしまった。3年前までグラーフと共に行動していたが、グラーフとイドは父カーンに敗れ、イドは人格を封印される。そして入れ替わるようにフェイが形成された。イドを嫌う臆病者による抑制もあって、フェイが現実逃避して意思を弱めたときにのみ表出する。
このことからカーンのことを「俺と母さんを守ってくれなかった」と憎悪しており、父親を責める発言を何度もしている。ただしグラーフから守ろうとする父親の必死な姿勢は認めるような発言もしている（血反吐を吐きながら惨めに戦っても手も足も出なかった、など）。
フェイが記憶を夢や幻覚として視るのは、イドが表出しやすいように過去や前世の辛い記憶を見せているためである。また、フェイが意識下で視るイドの姿はカレンが死んだ時の姿（束ねた髪が解けた幼少期）で現れている。グラーフ同様に、滅尽滅相を為してミァンが生まれることがないようにしようとしている。
また序盤のグラーフ初登場の際、フェイの見た回想の中にも登場している。「臆病者」「（母を殺したのは）お前だよ」と言葉を残している。
そしてストーリー終盤にて、ついにイドはフェイの人格さえも押さえつけ、接触者としての力を完全なものにするべく原初の地カドモニへ向かう。第三次接触によってヴェルトール2は更なる機体へと変異進化を起こし、そこへ現れたパーティー一行とカーンを苦しめた。
そして意識の中でイドはフェイと接触する。更に深層に引きこもり続ける「臆病者」と三つの人格が出会う。臆病者はイドが母さんを殺したと責め続け、イドもまた殺したのはお前じゃないかと言い返す。見咎めたフェイは臆病者を叱咤し、独り占めにし続けた「母の真実」をイドにも見せるように言う。「暴走した力が母を殺した」という結果のみを押し付けられていたイドだが、実際は「暴走した力に自分が巻き込まれそうになった時、ミャンの呪縛を断ち切り母が身代わりになった」というのが真実だった。自分の力では誰も救えず、破壊するしかできないと思い込んでいたイド。だから破壊によってしか人との一体感を得られず、だから全てを破壊するしかなかった。しかし真実を知り、フェイから「つらい現実ばかりじゃないんだよ」と諭され、己の過ちを認め、フェイに全ての記憶を渡した。こうしてイドと臆病者、そしてフェイは一つの人格となって「結合」「覚醒」へと至り、デウスを滅ぼしうる機体ゼノギアスが誕生した。ワイズマンがカーンであることは見抜いていたが、グラーフに憑依されていることは知らなかった（カーンに記憶を封じられた後で憑依が起こったため）。
もう一人のフェイであるため、前述の理由から攻撃のモーションは非常に似通っている。ただし機体に搭乗した際のモーションは異なる。
イドの名前は、「自我」「超自我」と共に人の精神を構造する下位存在「欲動」の同一語であり、「人の精神エネルギーの源泉」という意味がある。
グラーフ
声：麦人
搭乗ギア ： OR（オリジナル）・ヴェルトール → 真ヴェルトール（レプリカであるヴェルトール2が消えたことで真となった）
アニマの器「ナフタリ」
力の求道者。一人称は「我」（終盤では「私」）。自らの拳から発する不可思議な力を与え、スレイブジェネレーターやエーテル能力を上昇させることができる。この力でヴァンダーカムやストーン司教、シャーカーンの「堕ちたる種子」を開花させ、フェイたちと戦わせた。この力をグラーフは「滅びの母の力」と話している。
生身でギアですら飛行できない超高度を飛行し、空中戦艦ゴリアテやギアと互角以上に渡り合い、ゴリアテの砲撃によってギアごと撃沈したように思えたがまったくダメージを受けた様子がなかった。500年前から生きており、当時にアニマの器「ナフタリ」を継承している。
作中の序盤から終盤まで登場する重要な人物であり、まるで試練を与えるかのようにたびたびフェイたちの前に現れる。
フェイがラハン村を発つ元凶となった人物で、彼の謀略によってヴェルトールが村に落下。ラハンは戦場となり、フェイは二人の親友であるアルルとティモシーを失ってしまい、イドの力が奔出してヴェルトールを暴走させてしまう。
グラーフの正体は500年前のフェイの前世（死したラカン）の残留思念であり、目的は滅尽滅相。ミァンが生まれることがないように人類を滅ぼして、ヒトの呪われた運命を解放しようと考えている（「母なる神を滅ぼす」と表現している）。デウスの本体はエレハイムとミァンであると語っている。故にフェイの肉体を奪い、本来の力と肉体を取り戻した後、ゼノギアスによって世界を滅ぼすつもりであった。
500年前、ラカンは完全な再接触の条件を満たさず不安定な精神状態でゾハルと接触して怒りによって行動するようになり、崩壊の日にディアボロス軍団を操ったが、ロニ・ファティマのE・アンドヴァリやその他ギア・バーラー数体によって倒された。その後、変異してしまった自分の姿を仲間たちに恐れられ、黒衣で身を隠しながら放浪し、悲しみの中でラカンは死亡。だが、肉体は滅びてもゾハルと接触して得た力で思念だけが生き永らえている。常に他者の肉体に憑依することで活動してきた。14年前、ミァン（カレン）に呼ばれたグラーフはフェイ（イド）を連れ去り、自らの器にするため11年間鍛え上げた。3年前、イドと一体になろうとしている所をウォン・カーンによって邪魔され敗北した。イドを目覚めさせた上で、融合を果たそうとしている。エリィの身は守る（序盤で助けられたエリィはグラーフに護られたことに疑問を抱いていた）。
グラーフ自身もギアも絶大と言っても過言ではないクラスの力量を誇っており、終盤のイベント戦闘ではフェイたちを寄せ付けぬ圧倒的な実力を見せた。それは経験でもギアの力でもなく、「思いの力」という差であった。
それから「イド」は「フェイ」を抑えつけ、原初の地へと向かいゾハルの力を完全なものにしようと行動する。阻止するべく仲間たちと父カーンもまた原初の地へ飛んだ。イドとの激戦の末、仲間たちの声に立ち直ったフェイは逆にイドを説得し、3つの人格を統合することで「覚醒」。ヴェルトール2から神を殺しうる機体「ゼノギアス」へと変異進化させる。その直後、フェイの父「ウォン・カーン」はグラーフへと変身しフェイに襲い掛かってきた。
グラーフは3年前の真実を語る。フェイの父ウォン・カーンとの戦いに敗れるも彼に憑依。すでにグラーフの肉体は限界に達しており、カーンに憑依するしかなかった。しかしカーンの思念は根強く残り、グラーフの支配が弱まった時に「ワイズマン」となってフェイを守り導いていた。グラーフとワイズマン。二人は人格こそ違うも同一人物であった。
全てを語った後グラーフはフェイの肉体を乗っ取ろうとするが、ゼノギアスにより妨害される。決着を求めるグラーフだが、フェイはグラーフは敵ではなく父親でも有り、自分と同じ存在でもあり、目的は同じはずだと拒否。戦う意思を見せないフェイに対し、グラーフは仲間を殺すと脅すことで無理やり戦いの場に引き込んだ。
互いに死力を振り絞った一騎討ちを演じ、ゼノギアスの力とこれまで培ったフェイの力によってグラーフが駆る真ヴェルトールは撃破された。しかしフェイは止めを刺そうとはせず、「最初からわかっていたよ。あんたはグラーフじゃない、俺の父さんだ」だと告げる。自分たちの目的は同じ、それは一つになったのと同じことだと。
和解の手を差し伸べるフェイだが、その時ゾハルが最期の欠片であるフェイを求め吸収しようとする。そこへカーンが身代わりとなり、自分が取り込まれることで一時的に時間を稼ぎ、その間にデウスを倒すように告げる。そしてソフィアを、カレンを、エリィを救って欲しいと本心を告げ機体ごと吸収された。消滅の寸前、フェイから「グラーフ」でも「ラカン」でもなく「父さん」と呼ばれ、息子に全てを託して「フェイの父」として死んでいった。
ラカンの怒りや妄執だけではなく、後世の接触者であるフェイを鍛え導きゾハルが接触者を求めたならば身代わりとなって未来を託すというラカンの想いも背負っており、さらにウォン・カーンの息子を鍛え導くという想いまでも含んでいて、背負う物は互いに矛盾しながらも行動は一貫していた。そのためフェイの肉体を奪い世界を滅ぼそうとするグラーフの怒りと、息子を教え導き救おうとするカーンの思いも背負っていた（そのためフェイとの決着では一人称が「私」になっており、口調も優しいものになっていた）。
フェイ（イド）の師とも言うべきであって、彼と非常に酷似した技や指弾の数段上の破壊力を持つ「超指弾」を用いる。ギア登場時には両脚による連撃蹴りで攻撃を仕掛けてくる（超指弾はギア搭乗時でも使用可能）。
物語終盤で戦うOR（オリジナル）.ヴェルトールは本作最強の敵である。ただしゼノギアス覚醒直後のイベント戦闘では、今度は逆に勝ちバトルのためまず負けることはない。
なお、グラーフはドイツ語で「伯爵」を意味する。

## その他

### フェイの家族
ウォン・カーン (Wong Karn)
声：麦人
搭乗ギア ： OR・ヴェルトール
フェイの父。武術の達人でありシェバトの武官を務めていた。シェバトの任務に追われるあまり、家族をかまってやることができず、結果として最悪の事態を引き起こしてしまった。フェイを連れ去りに来たグラーフに戦いを挑むもまったく歯が立たず、フェイの力の暴走、妻の死、そしてフェイの拉致という悲劇を止めることができなかった。その後、本編開始から三年前、グラーフに攫われたフェイを取り戻すため、グラーフとイドに戦いを挑み、息子を取り戻し、イドの人格を封印する。その後は息子に合わせる顔がないとして面をかぶり、「ワイズマン」を名乗って行動していた。
実はイドの人格を封印した後、既に肉体の限界が来ていたグラーフによって憑依され、肉体を乗っ取られていた。しかしカーンの精神は根強く残り、グラーフの支配が弱まった時だけ「ワイズマン」として表出していた。
カレン
声：根谷美智子
フェイの母。ミァン(0997)。元はアクヴィエリアのニサン教所属で、19年前にアクヴィエリアで大地変動が起こって「教会」がゼボイムの遺跡に気付いたことに関連して起きたアクヴィエリアでのニサン教弾圧の事件で、シェバトから派遣されたウォン・カーンと知り合った。その後、シェバトでフェイを出産、カーンの任務に従事する形で家族で地上へと降りた。良妻賢母な女性だったが、フェイが4歳の頃、ミァン (0996) が老衰で死んでミァン因子が覚醒。その後、ミァンとして行動することになる。フェイの記憶が二重三重になっていることに気がついたカレン＜ミァン＞はフェイを実験にかけた。後に本体との融合を求めるグラーフを呼び出した際、暴走したフェイの接触者の力がフェイ自身を襲った瞬間、カレン本来の人格が目覚めてフェイを庇って死亡。カレンが持っていたニサンのペンダントがソフィアのものかどうかは不明だが、ペンダント自体はイドが所持し続けていた。
臆病者
声：緑川光
フェイ本来の人格。「臆病者」の呼称はイドがつけたもの。
4歳の時、ミァン覚醒を起こしたカレンによって過度の人体実験を受けた「フェイ」は、その精神的苦痛から逃れるために代替人格である「イド」を形成、解離させた。これによって、実験時の苦痛から逃れていた。が、実験が始まって約10ヵ月後、グラーフが襲来した際、自身の力の暴走によってカレンが死亡。自らの手によって母を殺したという現実から逃れるためにフェイはその結果のみを押し付ける形でイドをステージに上げ、自身は「母が死んだのは自分を庇ったから」という真実も、ミァン化する前までにあった愛情に満ち溢れた記憶をも全て独り占めにし、「臆病者」として深層意識の殻の中に閉じ篭もってしまった。
フェイが意識下で認識する「臆病者」の姿は子供の姿のままであり、はっきりと姿形がとれるフェイやイドと違ってやや薄らいで見える。

### シェバト三賢者
モデルは東方の三博士。
トーラ・メルキオール
シェバト三賢者の一人。青白い肌の亜人種。500年前から生き続けるナノテク科学者。ゼボイム時代の遺跡から発掘されたキムが書いた論文からナノテクノロジーを復活、弟子のカレルレンにナノテクノロジーを伝授した。かつてエルルという国があった大陸の南の森でヒトについて研究しながら隠遁している。ラストダンジョン出現後に彼の住居を訪れると最強の防具をくれる。
終盤では無尽蔵に近い再生能力を持つアイオーンに対抗するべく、ナノマシンを無力化する装置を発明した。
ガスパール
シェバト三賢者の一人。500年前から生き続ける武術の達人。500年前の大戦では前線で指揮しながら戦った。シタンの妻ユイは彼の孫娘。シタンが守護天使としてシェバト侵攻部隊を指揮していた時には地上でゲリラ部隊を指揮、シタンと直接戦った際には刀を使うシタンと互角の長期戦になった。後にユイのもとへ通うようになったシタンに素手での武術の伝授もした。シェバトの武官であったフェイの父カーンの武術の師でもある。フェイ達がシェバトに訪れた際にはガスパールの指導で超必殺技を使えるようになる。普段は地上のどこかで隠遁している。
空中都市に隠し部屋を用意している。
アイザック・バルタザール
シェバト三賢者の一人。通称「バル爺」。ソラリスの北西に位置するテランエリア出身。500年前から生き続けるギア工学の天才。ニコラの祖父でマリアの曽祖父。500年前にシェバトを出奔してテランエリアで隠遁していた。無人大型ギア、カラミティを作る。ソラリスから脱出してきたマリアを引き取り、ソラリスの追跡から逃れながら2年間暮らしてマリアの心傷を癒すとともにゼプツェンの操縦法などの自衛手段を伝授した後、より安全で健全な環境であるシェバトに預けた。その後はアヴェの地下空洞で化石を発掘しながら隠遁していた。この時にフェイとバルトの両名と知り合いになる。トーラに呼ばれて、故障したヴェルトールをヴェルトール・セカンドに修理・改造した。

### ビリーの家族
ジェシー・B・ブラック (Jesse B. Black) /ジェサイア・ブランシュ
搭乗ギア ： バントライン
失踪していたビリーとプリメーラの父。創始暦9965年誕。銃身を短く摘めたライフルを使う。エレメンツ設立メンバーのひとりで、シタンやシグルドと個人的な交友もあった。エレメンツ時代は地元鎮守府の統括を担当。ゲブラー総司令官着任も決まっていたが、M計画について知り、9年前に妻子と共にソラリスを離れる。シタンがシェバト侵攻を指揮した際には、ガスパールの地上ゲリラ部隊に参入してシェバト側の味方をしてバントラインをソラリスから奪って戦った。共に行動して死んだシェバトの工作員ジョシュア・ブラックの顔を元に整形しており、かつての面影がないことでビリーは戸惑っているがプリメーラは懐いている。ソラリス時代のシタンが設計したパイロットをエーテル弾頭として飛ばす非人道的なギア「バントライン」でビリーを補佐する。バントラインは安全の為に自らの手で改良済み。
DISC2以降から姿を見せない。これに関してはスタッフが雑誌のインタビューにて「ジェシーは呼べば飛んで来ます」とコメントしている。
ラケル・ベネトナーシュ
故人。ビリーとプリメーラの母。ジェシーとはユーゲントの同期生で18歳の時にビリーを出産。芸術的感性が豊かで、ボディペインティングを行ったり、ビリーを女の子だった場合の名前「アシュレイ」の愛称「リー」で呼ぶなどしていた。ビリーとプリメーラが幼少の頃、家に侵入してきたウェルスに殺されてしまった。このことからビリーは教会の一員となっている。
実はストーン司教（スタイン）から片思いをされており、子供を出産したことで「穢れた」と見なされウェルスをけしかけられて殺されたというのが真相だった。
プリメーラ (Plimela)
ビリーの妹。7歳（創始暦9992年誕）。愛称プリム。幼少の頃、母ラケルの死を目撃してしまい、そのショックで失語症になる。「いい人」には積極的に懐き、父親にもよく懐いている。ラケルの仇であるストーンの死後は少しずつ言葉が戻るが、父親を慕っていることから「パパ」としか言わず、長年面倒を見てきたビリーは不満そうな態度を示した。普段は握っている紙に銃の使用方法が書いてあるが、ラストダンジョン突入前にビリーをパーティに入れて調べると、兄へのメッセージが書いてある。

### シタンの親兄弟
ソラリス3級市民層所属。ヒュウガ（シタン）が12の時、ソイレントから発生した細菌事件で全員が死亡。
シタンの過去を含めて家族の名前が本編に登場することはないが、設定資料集および嵯峨空哉のホームページに掲載されていた（コンテンツ移動により現在は削除）イラストなどによると、
祖父：キッカ、父親：ショウキ、母親：ルリ
兄弟（ヒュウガを含めて九兄弟）：初雪、如月、夕凪、彌生、時雨、朧、晴嵐、皐月。そして日向（ヒュウガ）である。

### シグルドの家族
シャリーマ＝ハーコート
シグルドの母。
ミミル
シャリーマの兄。シグルドを引き取って育てた。 シグルドを「グルド」と呼ぶ。
グズルーン
ミミルの妻。シグルドを「シグル」と呼ぶ。
ヨルダ：ヨルドガルデ
ミミルの娘。シグルドの義妹（9歳年少）。シグルドを「グル兄」と呼ぶ。

### その他の人々
サムソン
ティモシーにそっくりだが他人の空似。アヴェの武術大会を見た後、ソラリスに拉致された。ソラリスの洗脳が浅かったため第三市民階層を脱出しようと考えたが、身分証の偽装に失敗してセキュリティシステムにかかって消滅してしまった。
レッドラム
キスレブの下水に巣くう怪物。元は、孤児院に居る子供の父親。方向音痴で、迷っても合流できるように親子でおそろいの鈴をつけていた。「教会」を頼った結果ウェルスに改造されて地上に放たれ、キスレブの下水道に住み着いていた。赤い視点やダイイングメッセージの「赤い怪物」、焼け焦げた跡は、ギアを壊されたイドによる復讐殺人であることを示すものであるが、緑色の視点と粘液はレッドラムのもので、死体を嗅ぎつけて食べていた。キスレブ下水道の殺人鬼を追うフェイ・シタン・リコが、レッドラムの落とした鈴を拾って鳴らしたことにより遭遇、退治される。シタンは焦げ跡の痕跡からイドが真犯人だと見抜いていた。またキスレブのキングであったリコも後にイドが真犯人だったと知るようになる。
名前は『シャイニング』のMurder（殺人）のアナグラムからきていて、「マーダラー」という即死攻撃を行う。
観測員
声：高木渉
エンディングでフェイとエリィの無事が確認できず、爆発に巻き込まれたと推測してバルトに叱咤された。大した役ではないが、アニメーションに登場し、台詞もある為記す。

## オープニングアニメーション
艦長（シゲヨシ・イノウエ造兵特務大佐）
声：大木民夫
軍人で、暴走したデウスを運ぶため移民をのせた船を徴収して輸送中だった。
彼の名前は設定資料集によるもので、本編中でそれが出てくることはない。
オペレーター
声：岡村明美、佐藤ユリ、増田ゆき
艦長と同様で、移民船を徴収して輸送任務中の軍人。
群集
声：高橋哲哉〔監督（本作）〕、渡邊典子〔協力〕、傅田京子〔OPムービー プロダクションマネージャー〕、指宿太郎〔OPムービー スーパーバイザー〕、土田政明〔OPムービー ディレクター〕
脱出艇で逃げるがエルドリッジのビーム砲（碧玉要塞は墜落後も残存した砲台の1つ）で撃墜される。
ミァン・ハッワー
ゾハルやデウスを統制する生体コンピューターの生体メイン素子「ペルソナ」が、デウスを復活させる為のプログラムを起動した状態。生体素子「アニムス」から13人の原初のヒトを生み出した後、生体素子維持プラントの中に戻ってエレハイムとミァン (M0000) の二人に分化した。ミァン・ハッワー自身の肉体は生体素子維持プラントの中に残っている。

## ゲスト
ルッカ
『クロノ・トリガー』から登場。ラハン村の民家でメモリキューブの使い方を教えてくれる。その際にはマシンガントークが炸裂し、シルバード2を作ろうとしているような事も言っている。

## 小説オリジナルキャラクター
ダルガ・リシューナ
イグニス大陸の砂漠で「リシューナ商会」の名前でやっている遺跡の発掘屋。個人の発掘屋では運用維持できないような高機能なギアを所持していることで同業者の間では有名。搭乗ギアは「ルーバ・リレージ」。
元はキスレブのエリート士官で本名タリエス・デ・ソリスーナ。歩兵部隊の隊長をしていたが所属する師団が壊滅。気が付くと白髪になって遠く離れた場所に倒れていた。この際にソラリスに治癒タイプのナノマシンを投与されていて、それにより白髪化や体質変化などが起きた。さらに遺跡でナノマシンに感染したことによって、グラーフの肉体が回復しきっていなかったとはいえ生身同士の肉弾戦で勝つほどの身体能力を得た。
レミア・セイジュ
メガネをかけた女性。2人だけの「リシューナ商会」の片割れ。ダルガの相棒でメカニック。ダルガがギアを運用できるのは、レミアがギアの設計から整備までこなしたおかげ。
実はソラリス人の天才的な機械工学者で本名クレミア・ルセージ。遺跡から回収したナノマシンのうち治癒力増強の効果を持つものを投与して、劇的な体質変化に耐えて唯一生き残った実験体のダルガとナノマシンの効果の調査の任務に就いていた。
モーノ
ダルガの発掘屋としての師。ダルガの所持しているサンドシップや、「ルーバ・リレージ」に使われている高出力ジェネレーターは、全てモーノから受け継いだもの。
ヘーブン・マルサス
大規模な発掘屋「マルサス一家」を運営していたが、ある遺跡を発掘しようとしたため一家の一部はナノマシンで変異、さらにグラーフとキスレブ軍に壊滅させられた。
テルン・フィー
キスレブ帝国の将軍。アヴェ王国から遺跡を独占のために展開している戦艦軍団の司令官。キスレブ総統の信任状を持って協力を要請してきたグラーフを怪しみながらも、遺跡発掘に協力する。
レーヴル
ソラリスから地上に派遣されたナノマシン調査チームの一員。クレミアに好意を寄せている。